# Villes hôtes du Concours Eurovision de la chanson

Villes hôtes du Concours Eurovision de la chanson

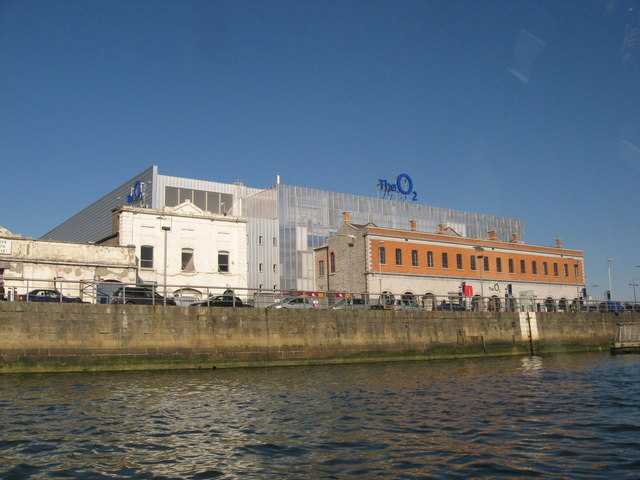
Le Point Theatre, à Dublin, qui accueillit le concours en 1994, 1995 et 1997.

Le Concours Eurovision de la chanson est un évènement annuel organisé par l’UER, l’Union européenne de radio-télévision. Il réunit les membres de l’Union dans le cadre d’une compétition musicale, diffusée en direct et en simultané par tous les pays participants. Depuis 1956, le concours (appelé plus communément Eurovision) s’est tenu chaque année, sans aucune interruption sauf en cas d’exemption extrême. Jusqu'à présent, vingt-six pays, quarante-et-une villes et cinquante-et-une salles ont déjà accueilli une édition du concours.

## Historique

### 1956-1959
Ce fut la télévision publique suisse qui se proposa afin d'organiser, en 1956, la toute première édition du concours. Celle-ci eût lieu à Lugano, en Suisse. Elle se conclut par la victoire du pays hôte. L'année suivante, ce fut l'Allemagne Fédérale qui accueillit l'édition 1957.
En 1958, l'UER instaura une des règles fondamentales du concours où Il fut décidé que désormais, le pays victorieux accueillerait le concours l'année suivante. Jusqu'alors, il était admis que celui-ci serait organisé à tour de rôle par les pays participants. Par conséquent, les Pays-Bas, qui avaient remporté l'édition 1957 furent les hôtes de l'édition 1958.
En 1959, le concours eût lieu au Palais des Festivals de Cannes, là où se tenait, à l'époque, le Festival du Film . Le bâtiment était situé sur la Promenade de la Croisette mais il a été détruit depuis. Pour la toute première fois, la salle accueillant le concours apparut à l'écran. En effet, la retransmission s'ouvrit sur une courte vidéo, montrant une vue de Cannes, la nuit. À la mer, succéda la plage, puis la Croisette, les marches du Palais des Festivals, la façade du Palais et enfin, les drapeaux des pays participants hissés à son sommet.

### 1960-1969

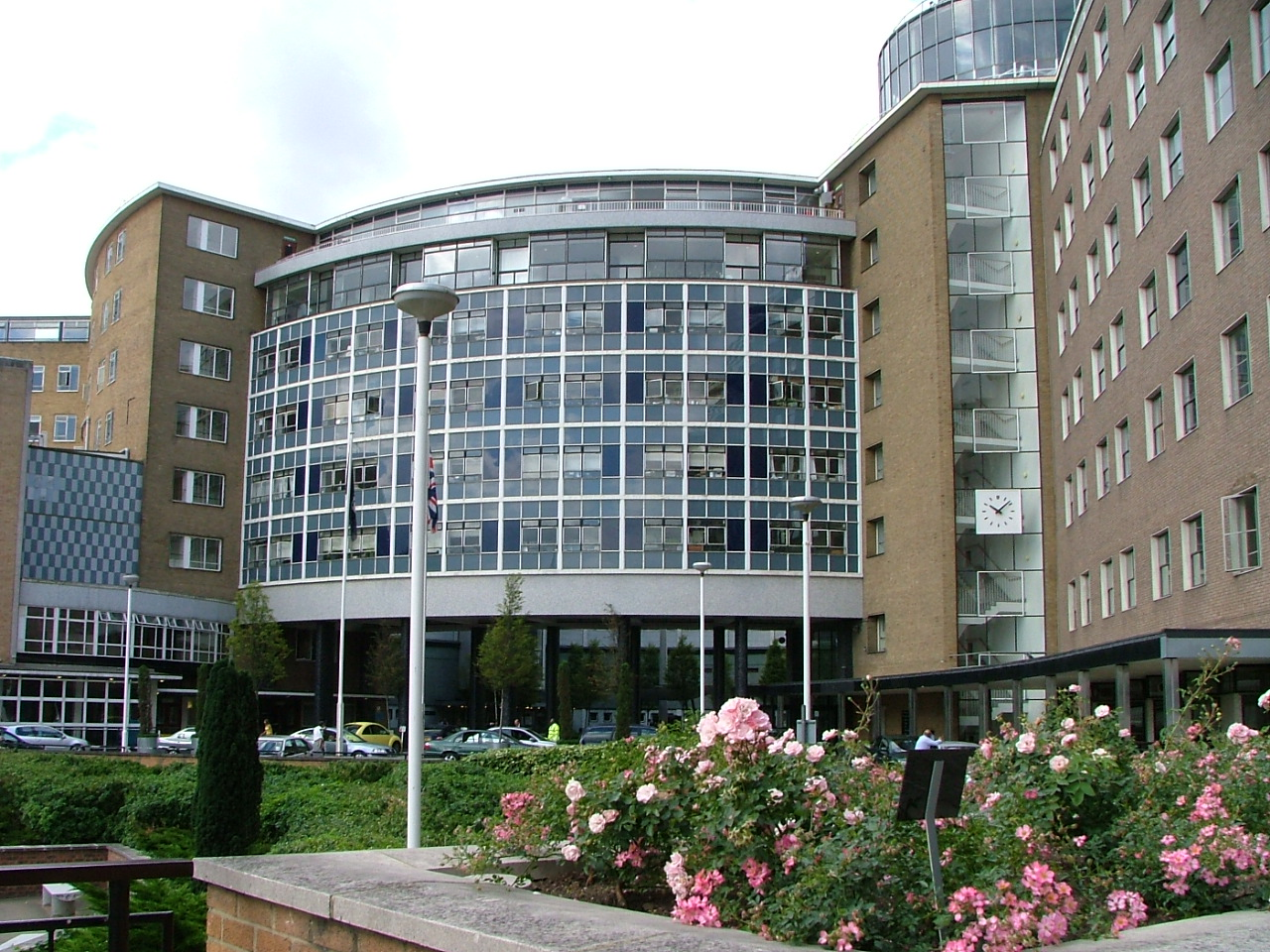
Le Television Centre de la BBC, à Londres, qui accueillit le concours en 1963.

En 1960, les Pays-Bas qui avait remporté l’édition 1959 ne souhaitèrent pas se charger de l’organisation du concours. Les responsables de la télévision publique néerlandaise estimant que la charge financière était trop importante sitôt après l'avoir organisé l’édition 1958. Le Royaume-Uni, qui a terminé deuxième, prit le relais et le concours eût lieu pour la première fois à Londres.
En 1963, la France, qui avait remporté l'édition 1962, ne put organiser le concours, à la suite de difficultés financières. Comme en 1960, ce furent le Royaume-Uni et la BBC qui se chargèrent de l'organisation. Pour la première fois de l'histoire du concours, deux salles distinctes furent employées : les studios TC3 et TC4. Le premier accueillit la présentatrice, le public et le tableau de vote. Le second, à l'acoustique meilleure, accueillit les artistes et l'orchestre. La nouveauté technique majeure de cette édition (expliquant le recours à deux salles distinctes) fut l'emploi de microphones suspendus. Ceux-ci, invisibles à l'écran, permirent une plus grande liberté de mouvements aux artistes et une mise en scène plus élaborée.
En 1966, le concours eut lieu dans l'auditorium de la Villa Louvigny, siège de la télévision luxembourgeoise, à Luxembourg. Le décor de la scène était composé de plusieurs mobiles, inspirés par le pop art. Ce fut la première fois de l'histoire du concours que le décor demeura en mouvement durant les prestations des artistes.
En 1967, le concours eut lieu dans la Grosser Festsaal der Wiener Hofburg, la salle des fêtes de la Hofburg, le palais impérial de Vienne, ancienne résidence des empereurs autrichiens et siège actuel de la présidence autrichienne. Pour la toute première fois, des caméras furent installées en coulisses. Elles enregistrèrent les réactions des artistes durant le vote.
En 1969, l’Espagne, qui avait remporté l'édition 1968, se chargea de l'organisation du concours. Il eut lieu au Teatro Real, l'opéra de Madrid. Sa direction artistique fut confiée au maître surréaliste, Salvador Dalí, qui réalisa notamment les décors. Ceux-ci se composaient de quatre parterres de fleurs roses, avec en arrière-fond, un orgue et une sculpture originale de Dali.

### 1970-1979

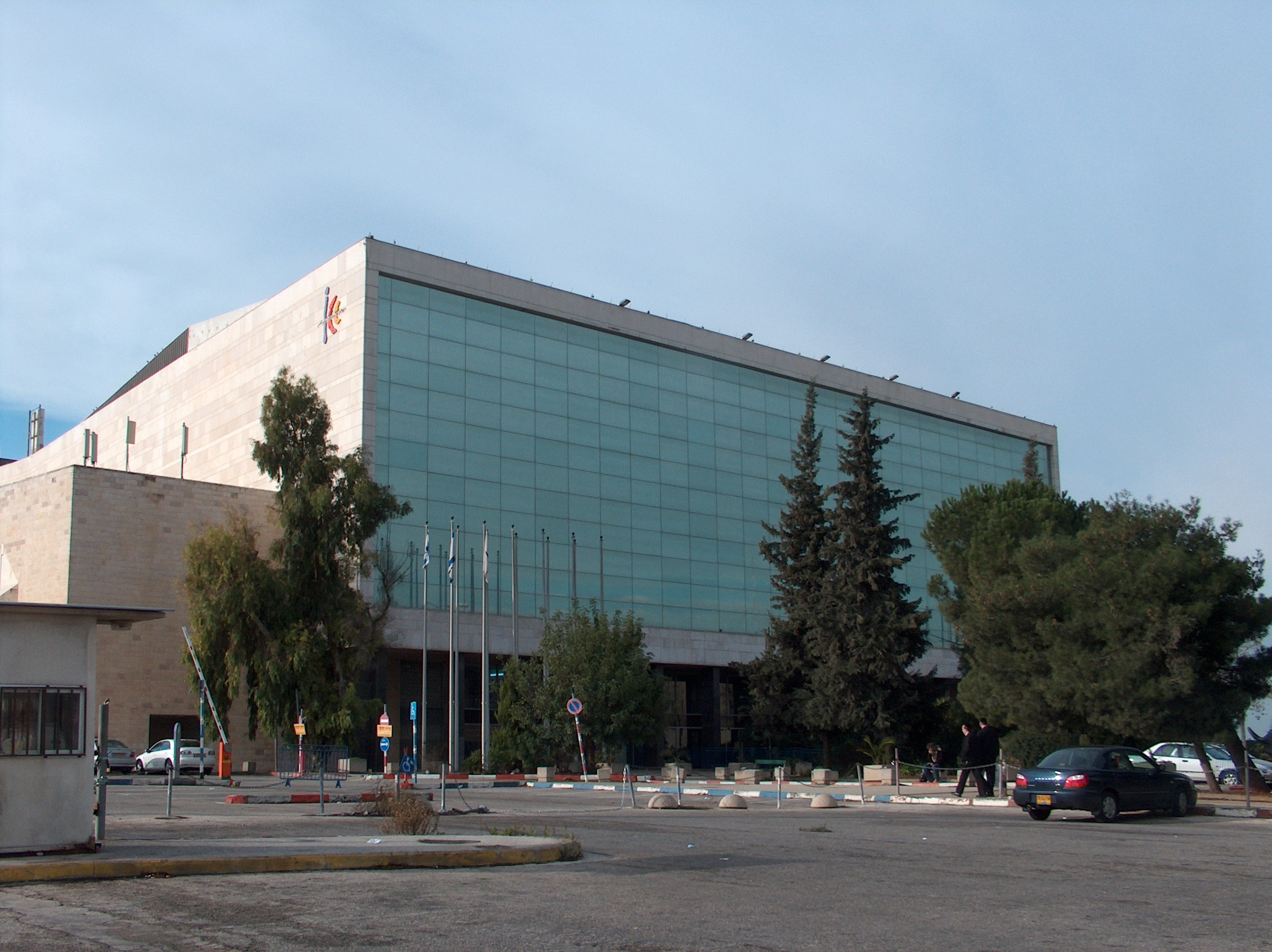
L'International Convention Centre, à Jérusalem, qui accueillit le concours en 1979 et 1999.

En 1970, à la suite de l'ex æquo de l'édition 1969, les quatre pays gagnants présentèrent leur candidature pour organiser le concours. Il fut alors procédé à un tirage au sort et ce furent les Pays-Bas qui se retrouvèrent chargés de l'organisation. Le décor de la scène fut conçu par Roland de Groot. D’inspiration moderniste, il se composait de cinq barres horizontales incurvées et de sept sphères suspendues, ainsi que d’une passerelle métallique par laquelle les artistes faisaient leur entrée. Pour chaque prestation, les barres et les sphères étaient disposées de manière différente. En outre, des spots permettaient de donner des couleurs spécifiques à l'arrière-fond et d’obtenir des jeux de lumière sur les barres et les sphères. Ce fut la première utilisation réellement moderne des possibilités offertes au concours par la télévision couleur.
En 1972, Monaco, qui avait remporté l'édition 1971, a initialement décidé d'organiser seul le concours. La première idée fut d'opter pour un événement en extérieur et de reculer la date du concours jusqu'en juin 1972. Cependant, faute de financement et de matériel adéquat, les responsables de la télévision monégasque durent requérir l'aide de la télévision publique française, qui accepta d'organiser le concours. Les discussions n'aboutirent cependant jamais. La télévision monégasque souhaitait que le concours se tienne à Monaco; la télévision française, en France. Les responsables monégasques renoncèrent alors définitivement à l'organisation et s'en remirent à l'UER. Celle-ci sollicita l'Espagne et l'Allemagne, qui avaient terminé aux deuxième et troisième places. Les deux pays déclinèrent et ce fut finalement la BBC qui se retrouva en charge. Monaco devint ainsi le seul pays vainqueur à ne jamais avoir accueilli le concours sur son sol. Ce fut la première fois que la BBC choisit d'organiser le concours en dehors de Londres, à Édimbourg. Enfin, ce fut la première fois dans l'histoire du concours, qu'un écran mural fut inséré dans le décor de la scène.
En 1974, le Luxembourg, qui avait remporté et déjà organisé l'édition 1973, ne put se charger de l’organisation du concours, faute de budget. Ce fut à nouveau la BBC qui se proposa et le concours eut lieu cette fois à Brighton.
En 1977, le Royaume-Uni, qui avait remporté l'édition 1976, se chargea de l’organisation du concours. La date initialement fixée pour la finale était le samedi 2 avril 1977. Mais les cadreurs et les techniciens de la BBC se mirent en grève, paralysant toute l'organisation du concours. La finale nationale britannique ne put même pas être diffusée. L'édition 1977 menaçant d'être annulée, les responsables de la télévision publique néerlandaise proposèrent de se charger de son organisation. Cependant les syndicats et les techniciens néerlandais se déclarèrent solidaires de leurs collègues britanniques et menacèrent de se mettre en grève à leur tour. Finalement, un arrangement finit par être trouvé et la date du concours fut reportée de cinq semaines.
En 1979, Israël, qui avait remporté l'édition 1978, organisa le concours à Jérusalem. Ce fut la première fois que le concours se tint dans une ville située en dehors du continent européen.

### 1980-1989
En 1980, Israël, qui avait organisé et remporté l'édition 1979, ne put se charger de l’organisation du concours. La télévision publique israélienne ne parvint en effet pas à rassembler les fonds nécessaires à la production d’un autre évènement international. Sollicité, le gouvernement israélien refusa toute rallonge au budget de l’IBA. L’UER se tourna alors vers l’Espagne, qui avait terminé deuxième, et le Royaume-Uni, qui avait déjà organisé le concours à six reprises. Mais tous deux refusèrent. Ce fut finalement la télévision publique néerlandaise qui accepta d’organiser le concours. Le temps étant compté, NOS réutilisa essentiellement le schéma de production de l’édition 1976, ce qui explique les nombreuses similitudes entre ces deux éditions. Ainsi, le concours eut à nouveau lieu au Nederlands Congresgebouw, à La Haye.
En 1982, la décision de la BBC de choisir Harrogate comme ville hôte causa une certaine surprise. Car jamais le concours n’avait été organisé dans une si petite ville britannique. La BBC voulait en fait profiter des facilités offertes par son nouveau centre de conférence, inauguré cette année-là. La production fit allusion à cela, dans la vidéo introductive. Celle-ci débuta par une vue d'une carte de l'Europe, dessinée sur un parchemin. Les différents pays participants s'illuminèrent successivement d'orange et de chacun d'entre eux, sortit la même question, formulée dans la langue nationale du pays : « Où est Harrogate ? » La caméra fit ensuite une vue agrandie du Royaume-Uni, puis du Yorkshire. Harrogate y apparut au centre, marquée par un cercle orange. La vidéo se poursuivit avec des gravures puis des vues touristiques de la ville. Furent ensuite montrés, les préparatifs du concours, les vitrines décorées des commerces et une exposition florale. La vidéo se conclut par des vues nocturnes du Conference Center, l'arrivée des voitures des invités et leur entrée dans la salle.
En 1984, ce fut la quatrième et la dernière fois que la télévision luxembourgeoise organisa le concours. RTL rencontra des difficultés pour trouver un endroit suffisamment vaste et finit par se décider pour le Grand Théâtre. Il s’agissait de l’endroit où s’était déjà tenu le concours en 1973. La salle ne pouvant accueillir qu’un nombre restreint de spectateurs, les places ne furent disponibles que sur invitation. Ainsi, seuls les invités spéciaux, les représentants de la presse et les délégations étrangères purent prendre place dans le public.
En 1986, l'organisation du concours fut source d'un sentiment de fierté nationale partout en Norvège. Par conséquent, la plupart des villes norvégiennes soumirent leur candidature, avant que Bergen ne l'emporte. La télévision publique norvégienne dégagea un budget fort élevé, afin de présenter la Norvège sous son meilleur jour au reste du monde.

### 1990-1999

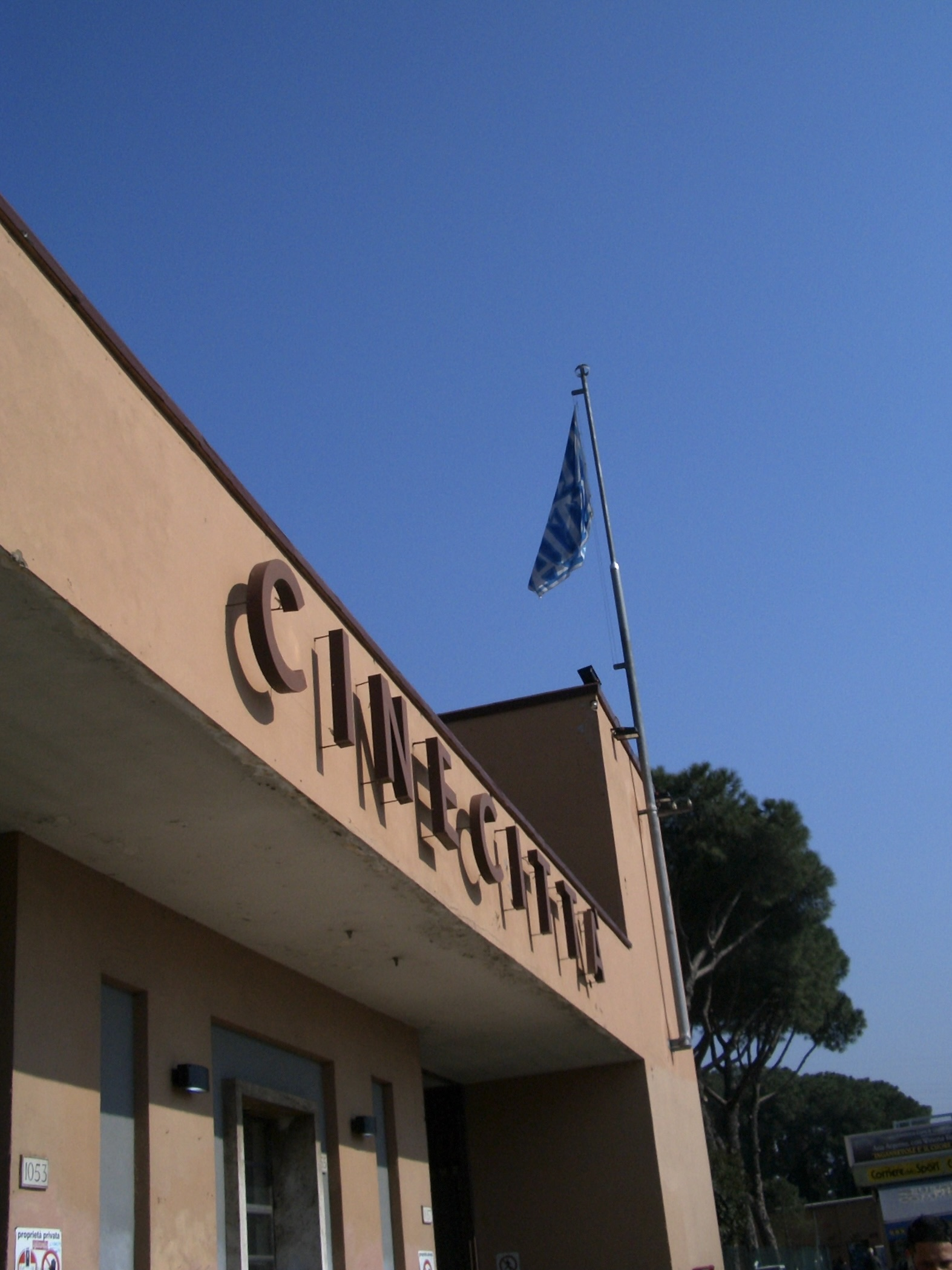
Les studios de Cinecittà, à Rome, qui accueillirent le concours, en 1991.

En 1991, le concours devait à l'origine se tenir au Théâtre Ariston de Sanremo, là où a lieu chaque année, le fameux Festival de Sanremo. Il s'agissait pour la télévision publique italienne de rendre hommage au festival ayant inspiré l'Eurovision. Mais à la suite de l'invasion du Koweït par l'Irak et du déclenchement de la Guerre du Golfe, la production décida en janvier 1991, pour mieux assurer la sécurité des délégations étrangères, de rapatrier le concours à Rome. Cela causa de sérieux problèmes d'organisation et de graves retards. Ainsi, la salle et les décors ne furent achevés que le jour même de la finale, quelques heures à peine avant le début de la retransmission. En outre, les délais causés laissèrent trop peu de temps aux artistes pour répéter autant qu'ils le souhaitaient, ce qui suscita de vives tensions entre la production italienne et les délégations étrangères. Le décor de la scène se composaient de trois éléments architecturaux distincts, dont la partie inférieure évoquait les temples antiques et la partie supérieure, les gratte-ciels contemporains. Le fond de la scène était occupé par un autre immeuble et une église, placés derrière une grille en perspective. Le décor comportait en outre de nombreux éclairages au néon et plusieurs écrans vidéo encastrés. Il s'agissait pour la plupart d'éléments récupérés sur le tournage d'anciens films.
En 1993, la télévision publique irlandaise surprit l’opinion publique en décidant d’organiser le concours à Millstreet, petite ville d’à peine 1 500 habitants, située dans la campagne irlandaise, à proximité de Cork. En réalité, la RTÉ avait reçu une très intéressante proposition de la part d’un des habitants de Millstreet : Noel C. Duggan, propriétaire de la Green Glens Arena, un vaste centre équestre couvert. Duggan avait écrit aux responsables de la télévision irlandaise, la nuit même de la victoire de Linda Martin à Malmö. Cette candidature, a priori surprenante, reçut immédiatement un vif soutien des autorités et des entreprises, non seulement au niveau local, mais aussi au niveau national.  Face à cette mobilisation et constatant que la Green Glens Arena était extrêmement bien équipée, la RTÉ retint la candidature de Millstreet, qui devint ainsi la plus petite ville à avoir jamais accueilli le concours. Pour l’occasion, la ville et l’ensemble de ses infrastructures furent rénovés. Mais cette décision suscita une avalanche de critiques, de moqueries et de commentaires désobligeants dans les médias européens. Ce fut ensuite au tour des artistes participants et des délégations étrangères de se montrer mécontents du choix de Millstreet. Ils protestèrent tout d’abord d’avoir à résider à Cork et de devoir faire, chaque jour, la navette en bus et en train, jusqu’à la salle, pour les répétitions. Ils se plaignirent ensuite de n’avoir aucune occupation pour se distraire, durant les périodes de repos.
En 1994, l’Irlande devint le premier pays à organiser le concours deux années consécutives. En 1970, l’Espagne n’en avait pas eu l’opportunité. En 1974 et en 1980, le Luxembourg et Israël avaient renoncé, faute de moyens financiers.
En 1995, après avoir été le premier pays à remporter le concours trois années consécutives, l’Irlande devint le premier pays à l'organiser trois années consécutives. Et pour la première fois, le concours se tint pour la deuxième année d'affilée dans la même ville : Dublin. Initialement, pourtant, la télévision publique irlandaise avait douté de sa capacité financière à organiser le concours une troisième fois de suite. La BBC s'était alors proposé, avançant l'idée d'une production commune avec la RTÉ, à Belfast. Les dirigeants de la télévision irlandaise repoussèrent l'idée et reçurent des crédits supplémentaires du gouvernement. Ils obtinrent parallèlement l'assurance de l'UER à ne pas avoir l'obligation d'organiser une quatrième fois le concours, en cas de nouvelle victoire. Le concours eut à nouveau lieu au Point Theatre, à Dublin, première salle à l'accueillir deux années consécutives.
En 1999, certains experts doutèrent des capacités financières de la télévision publique israélienne d’organiser l’évènement, le gouvernement israélien hésitant avant d’accorder les subsides nécessaires. En effet, les groupes de pression conservateurs, politiques et religieux, s’opposèrent vivement à cette célébration, due à la victoire l’année précédente de la chanteuse transsexuelle Dana International. Le maire de Jérusalem lui-même exprima publiquement son opposition à la venue de l’Eurovision dans sa capitale. Finalement, le concours eut bien lieu dans la ville sainte.

### 2000-2009

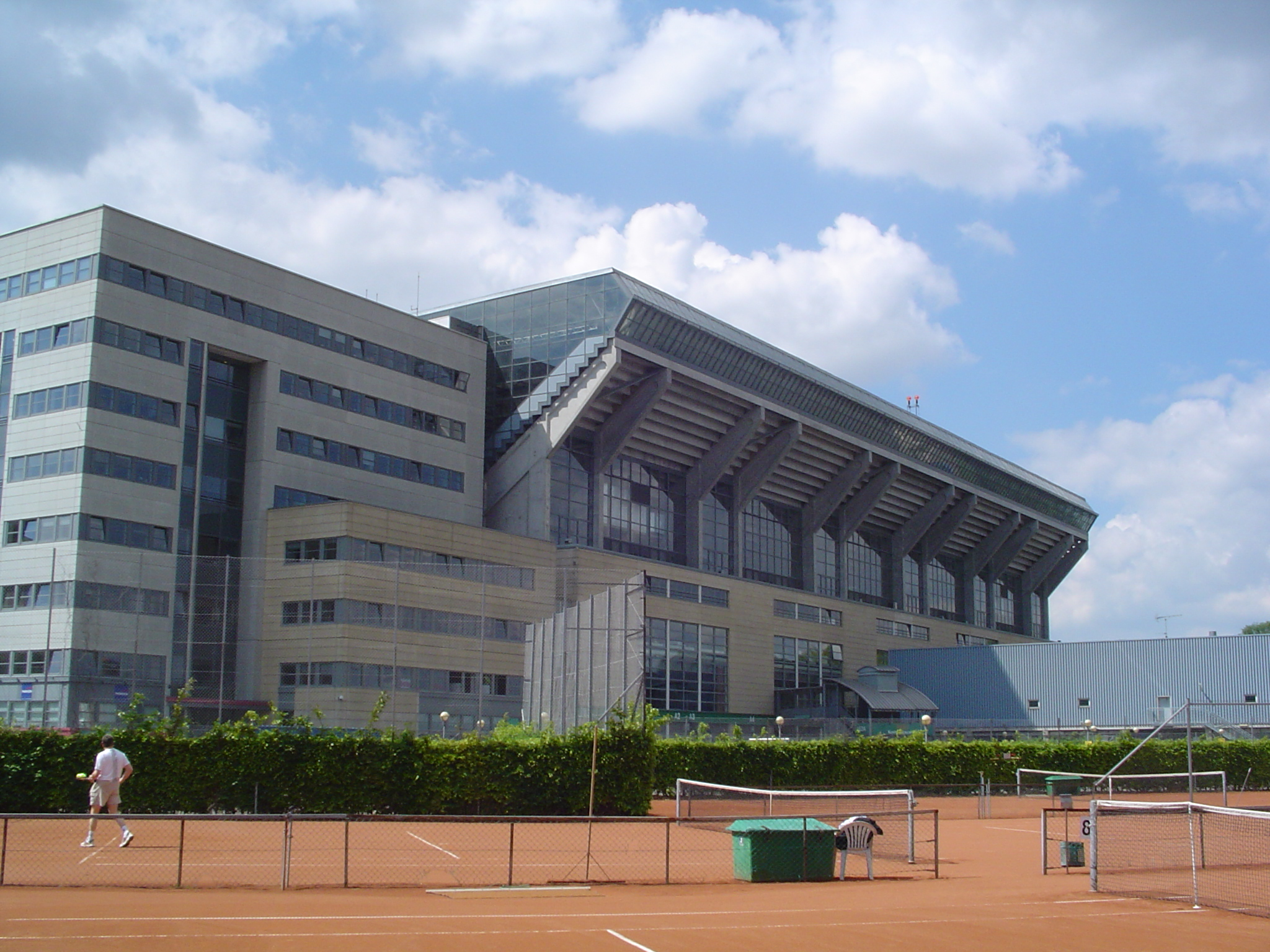
Le Parken Stadium, à Copenhague, qui accueillit le concours en 2001.

En 2001, le Danemark, qui avait remporté l'édition 2000, se chargea de l’organisation du concours. La volonté initiale des organisateurs était de surpasser de toutes les façons possibles la production suédoise de l’année précédente. Ils décidèrent pour cela de transformer le concours en une superproduction télévisuelle à la pointe de la technologie et du progrès. La télévision publique danoise rencontra quelques difficultés dans le choix de la salle destinée à accueillir le concours. Finalement, elle se décida pour le Parken Stadium, stade omnisports situé à Copenhague. Il fallut alors construire un toit rétractable au-dessus du stade pour l’adapter à la circonstance. Le record de 13 000 spectateurs établi l’année précédente, fut largement surpassé, puisque 35 000 spectateurs prirent place dans le Parken, le plus vaste public de l’histoire du concours. Le résultat fut cependant décevant : la plupart des spectateurs dans le Parken ne purent même pas apercevoir les artistes, étant tous assis trop loin de la scène.
En 2004, la télévision publique turque hésita à propos de la ville où se tiendrait le concours. Après avoir envisagé un temps Ankara, la capitale du pays, elle opta finalement pour Istanbul. Cela lui permit de mettre l’accent sur la symbolique de la ville-pont, reliant deux continents. Ensuite, la production retint comme salle le Mydonose Showland, puis se ravisa pour l’Abdi İpekçi Arena. Cette dernière, qui avait été inaugurée en 1986 et accueillait des compétitions de basket, fut retenue, car plus vaste et plus pratique pour un évènement de cette importance.
En 2008, les préparatifs du concours furent un temps suspendus par la déclaration unilatérale d’indépendance du Kosovo, le 22 février 2008. Belgrade fut secouée par des troubles et des émeutes, au point que l’UER remit en cause la tenue du concours dans la capitale serbe. L’Union finit par obtenir la garantie expresse du gouvernement serbe que la sécurité de l’évènement serait assurée. Les délégations albanaises, croates et israéliennes bénéficièrent de mesures de protection supplémentaires. Finalement, aucun incident ne fut déploré.

### 2010-…

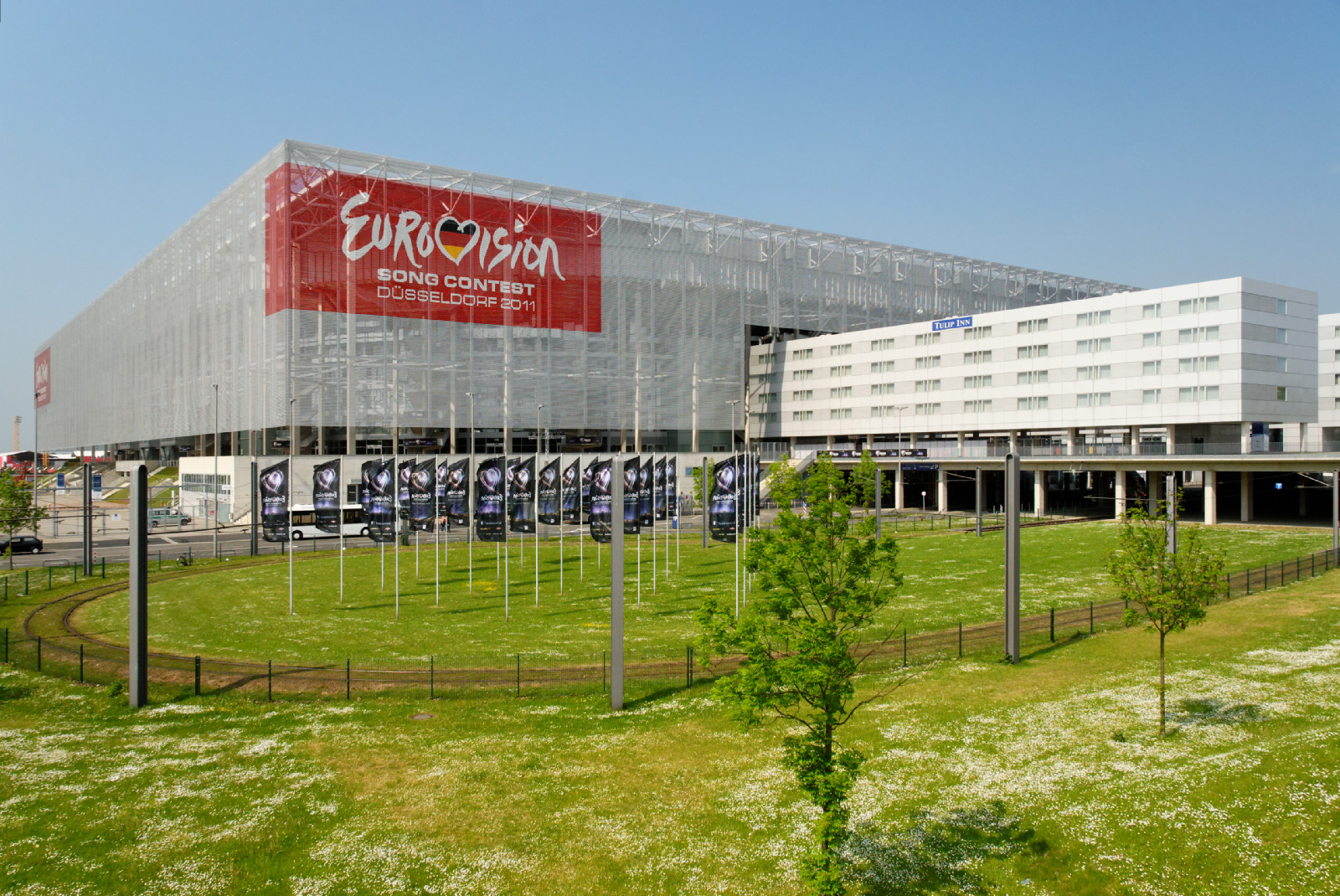
L'Esprit Arena, à Düsseldorf, qui accueillit le concours en 2011.

En 2010, Oslo fut rapidement choisie comme ville hôte par la télévision publique norvégienne. La capitale était en effet la seule ville du pays dotée des infrastructures nécessaires à pareil évènement. La production hésita un temps entre l'Oslo Spektrum, où avait déjà été organisé le concours en 1996, et la Telenor Arena, stade couvert inauguré en 2009. Cette dernière fut finalement choisie, car elle avait une capacité d'accueil supérieure : 23 000 personnes au total.
En 2011, dès l'annonce de la victoire de l'Allemagne, de très nombreuses villes se montrèrent intéressées par l'organisation du concours. Huit d'entre elles furent retenues lors d'une première sélection : Berlin, Cologne, Düsseldorf, Francfort-sur-le-Main (ville hôte de l'édition 1957), Gelsenkirchen, Hambourg, Hanovre et Munich (ville hôte de l'édition 1983) . 
Seules quatre villes posèrent finalement leur candidature officielle pour accueillir l'évènement : Berlin, Düsseldorf, Hambourg et Hanovre. Les quatre lieux en lice étaient l’aéroport de Tempelhof de Berlin ; l'Esprit Arena de Düsseldorf ; le Centre d'Exposition de Hambourg et le Centre d'Exposition de Hanovre. La ville hôte fut finalement Düsseldorf. Sa candidature l'avait emporté sur les autres, non seulement au regard de la salle proposée, mais aussi des facilités de logement et de transport. La ville pouvait offrir 25 000 chambres d'hôtel et était accessible par air (via l'aéroport situé à 5 kilomètres de son centre), par eau (via le Rhin) et par terre (via les nombreuses autoroutes la reliant à la Belgique et aux Pays-Bas).
En 2012, Bakou a été rapidement choisie comme ville hôte par la télévision publique azerbaïdjanaise. La capitale était en effet la seule ville du pays dotée des infrastructures nécessaires à pareil évènement,. 
Le Baku Crystal Hall inauguré deux semaines avant le concours a accueilli en son sein l'évènement.
À la suite de la victoire de la Suède en 2012, le chef de la direction de la SVT (Sveriges Television), Eva Hamilton a déclaré aux médias suédois que plusieurs lieux à Malmö, Stockholm et Göteborg étaient en lice pour accueillir le concours en 2013 . 
Après le désistement de Göteborg, c'est finalement Malmö située dans le sud de la province de Scanie qui a été choisie pour accueillir le concours grâce en partie à  sa proximité avec Région de l'Øresund et Copenhague, la capitale du Danemark, à seulement 30 minutes de la ville.
Cette dernière a été choisie pour accueillir le concours 2014, à la suite de la victoire d'Emmelie de Forest, les autres villes danoises candidates fut Herning et Horsens.
48 ans après avoir accueilli le concours à Vienne, le télédiffuseur autrichien est en charge de l'édition 2015, à la suite de la victoire du pays l'année précédente. Trois sites avaient présélectionnés : la Stadthalle Graz, à Graz ; l'Olympiahalle, à Innsbruck ; et la Wiener Stadthalle, à Vienne. Finalement, l'UER et le groupe ORF annoncent que le Concours se tiendrait à Vienne au complexe multisport de la Wiener Stadthalle.
En 2016, Stockholm a été choisie pour accueillir le concours, c'est la troisième fois que la ville est séléctionnée après 1975 et 2000. Göteborg, Linköping, Örnsköldsvik et Sandviken non pas été retenus par le télédiffuseur suédois.
Pour l'édition 2017, Trois villes présélectionnées : Dnipro, Kiev, et Odessa. C'est finalement Kiev qui est choisie.

## Récapitulatif par année
| Année | Pays hôte   | Ville hôte            | Salle                                    | Diffuseur hôte                       | Présentateur(s)                                                                    |
| ----- | ----------- | --------------------- | ---------------------------------------- | ------------------------------------ | ---------------------------------------------------------------------------------- |
| 1956  | Suisse      | Lugano                | Teatro Kursaal                           | RTSI                                 | Lohengrin Filipello                                                                |
| 1957  | Allemagne   | Francfort-sur-le-Main | Großer Sendesaal des Hessischer Rundfunk | HR                                   | Anaid Iplicjian                                                                    |
| 1958  | Pays-Bas    | Hilversum             | AVRO Studio                              | NTS                                  | Hannie Lips                                                                        |
| 1959  | France      | Cannes                | Palais des festivals                     | RTF                                  | Jacqueline Joubert                                                                 |
| 1960  | Royaume-Uni | Londres               | Royal Festival Hall                      | BBC                                  | Katie Boyle                                                                        |
| 1961  | France      | Cannes                | Palais des festivals                     | RTF                                  | Jacqueline Joubert                                                                 |
| 1962  | Luxembourg  | Luxembourg            | Villa Louvigny                           | CLT                                  | Mireille Delannoy                                                                  |
| 1963  | Royaume-Uni | Londres               | BBC Television Centre                    | BBC                                  | Katie Boyle                                                                        |
| 1964  | Danemark    | Copenhague            | Tivolis Koncertsal                       | DR                                   | Lotte Wæver                                                                        |
| 1965  | Italie      | Naples                | Sala di Concerto della RAI               | Rai                                  | Renata Mauro                                                                       |
| 1966  | Luxembourg  | Luxembourg            | Villa Louvigny                           | CLT                                  | Josiane Chen                                                                       |
| 1967  | Autriche    | Vienne                | Großer Festsaal der Wiener Hofburg       | ÖRF                                  | Erica Vaal                                                                         |
| 1968  | Royaume-Uni | Londres               | Royal Albert Hall                        | BBC                                  | Katie Boyle                                                                        |
| 1969  | Espagne     | Madrid                | Teatro Real                              | TVE                                  | Laurita Valenzuela                                                                 |
| 1970  | Pays-Bas    | Amsterdam             | RAI Congrescentrum                       | NOS                                  | Willy Dobbe                                                                        |
| 1971  | Irlande     | Dublin                | Gaiety Theatre                           | RTÉ                                  | Bernadette Ní Ghallchoir                                                           |
| 1972  | Royaume-Uni | Édimbourg             | Usher Hall                               | BBC                                  | Moira Shearer                                                                      |
| 1973  | Luxembourg  | Luxembourg            | Grand Théâtre                            | CLT                                  | Helga Guitton                                                                      |
| 1974  | Royaume-Uni | Brighton              | The Dome                                 | BBC                                  | Katie Boyle                                                                        |
| 1975  | Suède       | Stockholm             | St Eriksmässan Älvsjö                    | SR                                   | Karin Falck                                                                        |
| 1976  | Pays-Bas    | La Haye               | Nederlands Congresgebouw                 | NOS                                  | Corry Brokken                                                                      |
| 1977  | Royaume-Uni | Londres               | Centre de conférences de Wembley         | BBC                                  | Angela Rippon                                                                      |
| 1978  | France      | Paris                 | Palais des congrès                       | TF1                                  | Denise Fabre et Léon Zitrone                                                       |
| 1979  | Israël      | Jérusalem             | Binyanei Ha’Ooama                        | IBA                                  | Yardena Arazi et Daniel Pe'er                                                      |
| 1980  | Pays-Bas    | La Haye               | Nederlands Congresgebouw                 | NOS                                  | Marlous Fluitsma                                                                   |
| 1981  | Irlande     | Dublin                | Simmonscourt Pavilion                    | RTÉ                                  | Doireann Ní Bhríain                                                                |
| 1982  | Royaume-Uni | Harrogate             | Conference Centre                        | BBC                                  | Jan Leeming                                                                        |
| 1983  | Allemagne   | Munich                | Rudi-Sedlmayer-Halle                     | ARD                                  | Marlène Charell                                                                    |
| 1984  | Luxembourg  | Luxembourg            | Grand Théâtre                            | RTL                                  | Désirée Nosbusch                                                                   |
| 1985  | Suède       | Göteborg              | Scandinavium                             | SVT                                  | Lill Lindfors                                                                      |
| 1986  | Norvège     | Bergen                | Grieghallen                              | NRK                                  | Åse Kleveland                                                                      |
| 1987  | Belgique    | Bruxelles             | Palais du Centenaire                     | RTBF                                 | Viktor Lazlo                                                                       |
| 1988  | Irlande     | Dublin                | Simmonscourt Pavilion                    | RTÉ                                  | Michelle Rocca et Pat Kenny                                                        |
| 1989  | Suisse      | Lausanne              | Palais de Beaulieu                       | SSR                                  | Lolita Morena et Jacques Deschenaux                                                |
| 1990  | Yougoslavie | Zagreb                | Koncertna dvorana Vatroslav Lisinski     | JRT                                  | Helga Vlahović et Oliver Mlakar                                                    |
| 1991  | Italie      | Rome                  | Studio 15 di Cinecittà                   | Rai                                  | Gigliola Cinquetti et Toto Cutugno                                                 |
| 1992  | Suède       | Malmö                 | Malmömässan                              | SVT                                  | Lydia Cappolicchio et Harald Treutiger                                             |
| 1993  | Irlande     | Millstreet            | Green Glens Arena                        | RTÉ                                  | Fionnuala Sweeney                                                                  |
| 1994  | Irlande     | Dublin                | Point Theatre                            | RTÉ                                  | Cynthia Ní Mhurchú et Gerry Ryan                                                   |
| 1995  | Irlande     | Dublin                | Point Theatre                            | RTÉ                                  | Mary Kennedy                                                                       |
| 1996  | Norvège     | Oslo                  | Oslo Spektrum                            | NRK                                  | Ingvild Bryn et Morten Harket                                                      |
| 1997  | Irlande     | Dublin                | Point Theatre                            | RTÉ                                  | Carrie Crowley et Ronan Keating                                                    |
| 1998  | Royaume-Uni | Birmingham            | National Indoor Arena                    | BBC                                  | Ulrika Jonsson et Terry Wogan                                                      |
| 1999  | Israël      | Jérusalem             | International Convention Centre          | IBA                                  | Dafna Dekel, Sigal Shahamon et Yigal Ravid                                         |
| 2000  | Suède       | Stockholm             | Globen                                   | SVT                                  | Kattis Ahlström et Anders Lundin                                                   |
| 2001  | Danemark    | Copenhague            | Parken Stadium                           | DR                                   | Natasja Crone Back et Søren Pilmark                                                |
| 2002  | Estonie     | Tallinn               | Saku Suurhall                            | ETV                                  | Annely Peebo et Marko Matvere                                                      |
| 2003  | Lettonie    | Riga                  | Skonto Hall                              | LTV                                  | Marie N et Renārs Kaupers                                                          |
| 2004  | Turquie     | Istanbul              | Abdi İpekçi Arena                        | TRT                                  | Meltem Cumbul et Korhan Abay                                                       |
| 2005  | Ukraine     | Kiev                  | Palais des sports                        | NTU                                  | Maria Efrosinina et Pavlo Shylko                                                   |
| 2006  | Grèce       | Athènes               | Olympic Indoor Hall                      | ERT                                  | Maria Menounos et Sákis Rouvás                                                     |
| 2007  | Finlande    | Helsinki              | Hartwall Arena                           | YLE                                  | Jaana Pelkonen et Mikko Leppilampi                                                 |
| 2008  | Serbie      | Belgrade              | Belgrade Arena                           | RTS                                  | Jovana Janković et Željko Joksimović                                               |
| 2009  | Russie      | Moscou                | Olimpiisky Indoor Arena                  | C1R                                  | Demi-finales : Natalia Vodianova et Andreï Malakhov Finale : Alsou et Ivan Ourgant |
| 2010  | Norvège     | Oslo                  | Telenor Arena                            | NRK                                  | Nadia Hasnaoui, Haddy Jatou N'jie et Erik Solbakken                                |
| 2011  | Allemagne   | Düsseldorf            | Esprit Arena                             | NDR                                  | Anke Engelke, Judith Rakers et Stefan Raab                                         |
| 2012  | Azerbaïdjan | Bakou                 | Baku Crystal Hall                        | İTV                                  | Leyla Aliyeva, Nargiz Birk-Petersen et Eldar Gasimov                               |
| 2013  | Suède       | Malmö                 | Malmö Arena                              | SVT                                  | Petra Mede                                                                         |
| 2014  | Danemark    | Copenhague            | B&W Hallerne                             | DR                                   | Lise Rønne, Nikolaj Koppel et Pilou Asbæk                                          |
| 2015  | Autriche    | Vienne                | Wiener Stadthalle                        | ÖRF                                  | Mirjam Weichselbraun, Alice Tumler et Arabella Kiesbauer                           |
| 2016  | Suède       | Stockholm             | Ericsson Globe                           | SVT                                  | Petra Mede et Måns Zelmerlöw                                                       |
| 2017  | Ukraine     | Kiev                  | Centre d'exposition international        | NTU                                  | Oleksandr Skichko, Volodymyr Ostapchuk et Timur Miroshnychenko                     |
| 2018  | Portugal    | Lisbonne              | MEO Arena                                | RTP                                  | Filomena Cautela, Sílvia Alberto, Daniela Ruah, et Catarina Furtado                |
| 2019  | Israël      | Tel Aviv              | Expo Tel Aviv                            | KAN                                  | Bar Refaeli, Erez Tal, Assi Azar, et Lucy Ayoub                                    |
| 2020  | Pays-Bas    | Rotterdam             | Ahoy Rotterdam                           | AVROTROS NOS NPO                     | Edsilia Rombley, Chantal Janzen, Jan Smit et Nikkie de Jager                       |
| 2021  | Pays-Bas    | Rotterdam             | Ahoy Rotterdam                           | AVROTROS NOS NPO                     | Edsilia Rombley, Chantal Janzen, Jan Smit et Nikkie de Jager                       |
| 2022  | Italie      | Turin                 | PalaOlimpico                             | Rai                                  | Alessandro Cattelan, Laura Pausini et Mika                                         |
| 2023  | Royaume-Uni | Liverpool             | Liverpool Arena                          | BBC (en collaboration avec Suspilne) | Hannah Waddingham, Alesha Dixon, Julia Sanina et Graham Norton (finale).           |
| 2024  | Suède       | Malmö                 | Malmö Arena                              | SVT                                  | Petra Mede et Malin Åkerman                                                        |
| 2025  | Suisse      | Bâle                  | Halle Saint-Jacques                      | SRG SSR                              | Hazel Brugger, Sandra Studer et Michelle Hunziker (finale).                        |
| 2026  | Autriche    | Vienne                | Wiener Stadthalle                        | ÖRF                                  |                                                                                    |

## Récapitulatif par pays
| Nombre d'éditions | Pays        | Ville                 | Salle                                     | Année            |
| ----------------- | ----------- | --------------------- | ----------------------------------------- | ---------------- |
| 9                 | Royaume-Uni | Londres               | Royal Festival Hall                       | 1960             |
| 9                 | Royaume-Uni | Londres               | BBC Television Centre                     | 1963             |
| 9                 | Royaume-Uni | Londres               | Royal Albert Hall                         | 1968             |
| 9                 | Royaume-Uni | Londres               | Centre de conférences de Wembley          | 1977             |
| 9                 | Royaume-Uni | Édimbourg             | Usher Hall                                | 1972             |
| 9                 | Royaume-Uni | Brighton              | The Dome                                  | 1974             |
| 9                 | Royaume-Uni | Harrogate             | International Centre                      | 1982             |
| 9                 | Royaume-Uni | Birmingham            | National Indoor Arena                     | 1998             |
| 9                 | Royaume-Uni | Liverpool             | Liverpool Arena                           | 2023             |
| 7                 | Irlande     | Dublin                | Gaiety Theatre                            | 1971             |
| 7                 | Irlande     | Dublin                | Simmonscourt Pavilion                     | 1981, 1988       |
| 7                 | Irlande     | Dublin                | Point Theatre                             | 1994, 1995, 1997 |
| 7                 | Irlande     | Millstreet            | Green Glens Arena                         | 1993             |
| 7                 | Suède       | Stockholm             | St Eriksmässan Älvsjö                     | 1975             |
| 7                 | Suède       | Stockholm             | Ericsson Globe (Globen)                   | 2000, 2016       |
| 7                 | Suède       | Göteborg              | Scandinavium                              | 1985             |
| 7                 | Suède       | Malmö                 | Malmömässan                               | 1992             |
| 7                 | Suède       | Malmö                 | Malmö Arena                               | 2013, 2024       |
| 5                 | Pays-Bas    | Hilversum             | AVRO Studios                              | 1958             |
| 5                 | Pays-Bas    | Amsterdam             | RAI Congrescentrum                        | 1970             |
| 5                 | Pays-Bas    | La Haye               | Nederlands Congresgebouw                  | 1976, 1980       |
| 5                 | Pays-Bas    | Rotterdam             | Ahoy Rotterdam                            | 2020, 2021       |
| 4                 | Luxembourg  | Luxembourg            | Villa Louvigny                            | 1962, 1966       |
| 4                 | Luxembourg  | Luxembourg            | Grand Théâtre                             | 1973, 1984       |
| 3                 | France      | Cannes                | Palais des Festivals                      | 1959, 1961       |
| 3                 | France      | Paris                 | Palais des Congrès                        | 1978             |
| 3                 | Norvège     | Bergen                | Grieghallen                               | 1986             |
| 3                 | Norvège     | Oslo                  | Oslo Spektrum                             | 1996             |
| 3                 | Norvège     | Oslo                  | Telenor Arena                             | 2010             |
| 3                 | Allemagne   | Francfort-sur-le-Main | Großer Sendesaal des hessischen Rundfunks | 1957             |
| 3                 | Allemagne   | Munich                | Rudi-Sedlmayer-Halle                      | 1983             |
| 3                 | Allemagne   | Düsseldorf            | Esprit Arena                              | 2011             |
| 3                 | Danemark    | Copenhague            | Tivolis Koncertsal                        | 1964             |
| 3                 | Danemark    | Copenhague            | Parken Stadium                            | 2001             |
| 3                 | Danemark    | Copenhague            | B&W Hallerne                              | 2014             |
| 3                 | Israël      | Jérusalem             | International Convention Center           | 1979, 1999       |
| 3                 | Israël      | Tel Aviv              | Expo Tel Aviv                             | 2019             |
| 3                 | Italie      | Naples                | Sala di Concerto della RAI                | 1965             |
| 3                 | Italie      | Rome                  | Studio 15 di Cinecittà                    | 1991             |
| 3                 | Italie      | Turin                 | PalaOlimpico                              | 2022             |
| 3                 | Suisse      | Lugano                | Teatro Kursaal                            | 1956             |
| 3                 | Suisse      | Lausanne              | Palais de Beaulieu                        | 1989             |
| 3                 | Suisse      | Bâle                  | Halle Saint-Jacques                       | 2025             |
| 3                 | Autriche    | Vienne                | Großer Festsaal der Wiener Hofburg        | 1967             |
| 3                 | Autriche    | Vienne                | Wiener Stadthalle                         | 2015, 2026       |
| 2                 | Ukraine     | Kiev                  | Palais des Sports                         | 2005             |
| 2                 | Ukraine     | Kiev                  | Centre d'exposition international         | 2017             |
| 1                 | Espagne     | Madrid                | Teatro Real                               | 1969             |
| 1                 | Belgique    | Bruxelles             | Palais du Centenaire                      | 1987             |
| 1                 | Yougoslavie | Zagreb                | Koncertna dvorana Vatroslav Lisinski      | 1990             |
| 1                 | Estonie     | Tallinn               | Saku Suurhall                             | 2002             |
| 1                 | Lettonie    | Riga                  | Skonto Hall                               | 2003             |
| 1                 | Turquie     | Istanbul              | Abdi İpekçi Arena                         | 2004             |
| 1                 | Grèce       | Athènes               | Olympic Indoor Hall                       | 2006             |
| 1                 | Finlande    | Helsinki              | Hartwall Arena                            | 2007             |
| 1                 | Serbie      | Belgrade              | Belgrade Arena                            | 2008             |
| 1                 | Russie      | Moscou                | Olimpiisky Indoor Arena                   | 2009             |
| 1                 | Azerbaïdjan | Bakou                 | Baku Crystal Hall                         | 2012             |
| 1                 | Portugal    | Lisbonne              | Altice Arena                              | 2018             |

## Galerie

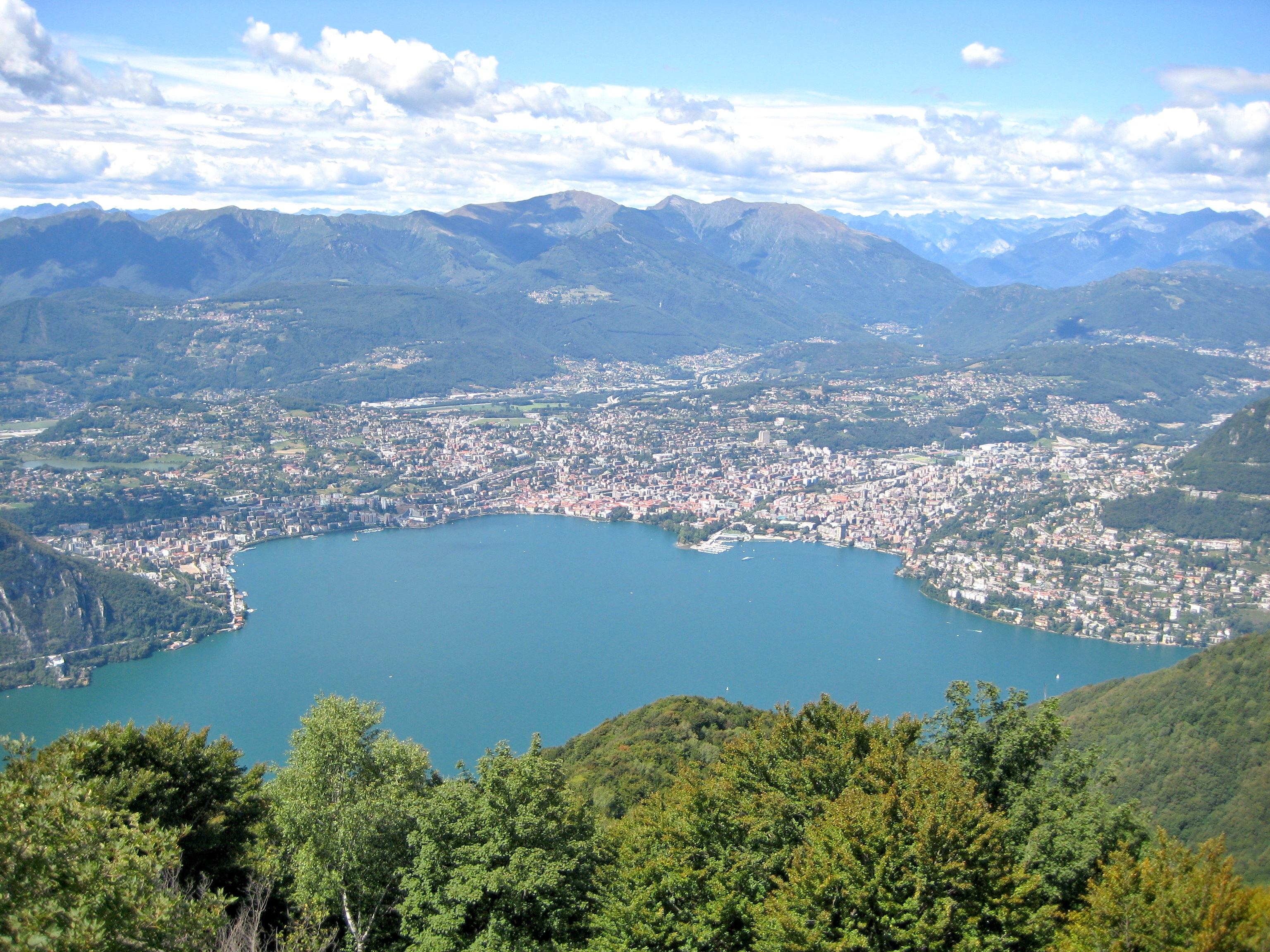
Lugano , ville hôte en 1956 pour la Suisse.
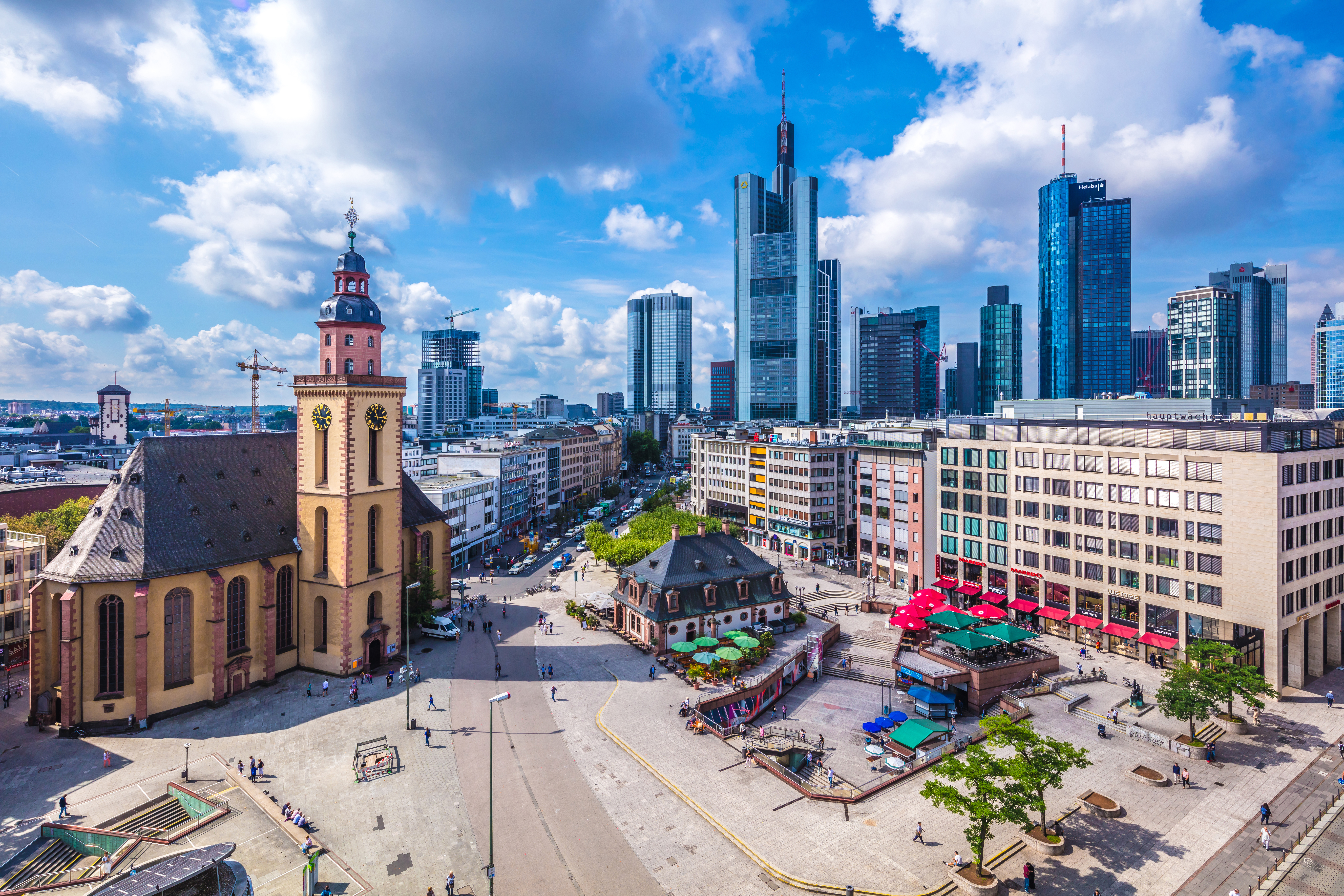
Francfort-sur-le-Main , ville hôte en 1957 pour l'Allemagne.
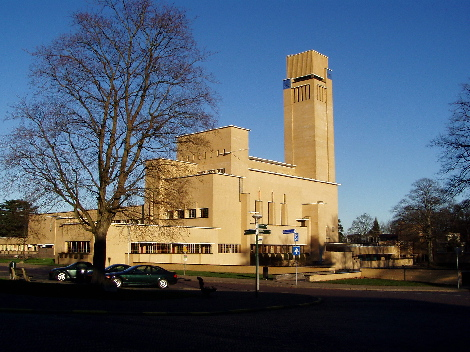
Hilversum , ville hôte en 1958 pour les Pays-Bas.
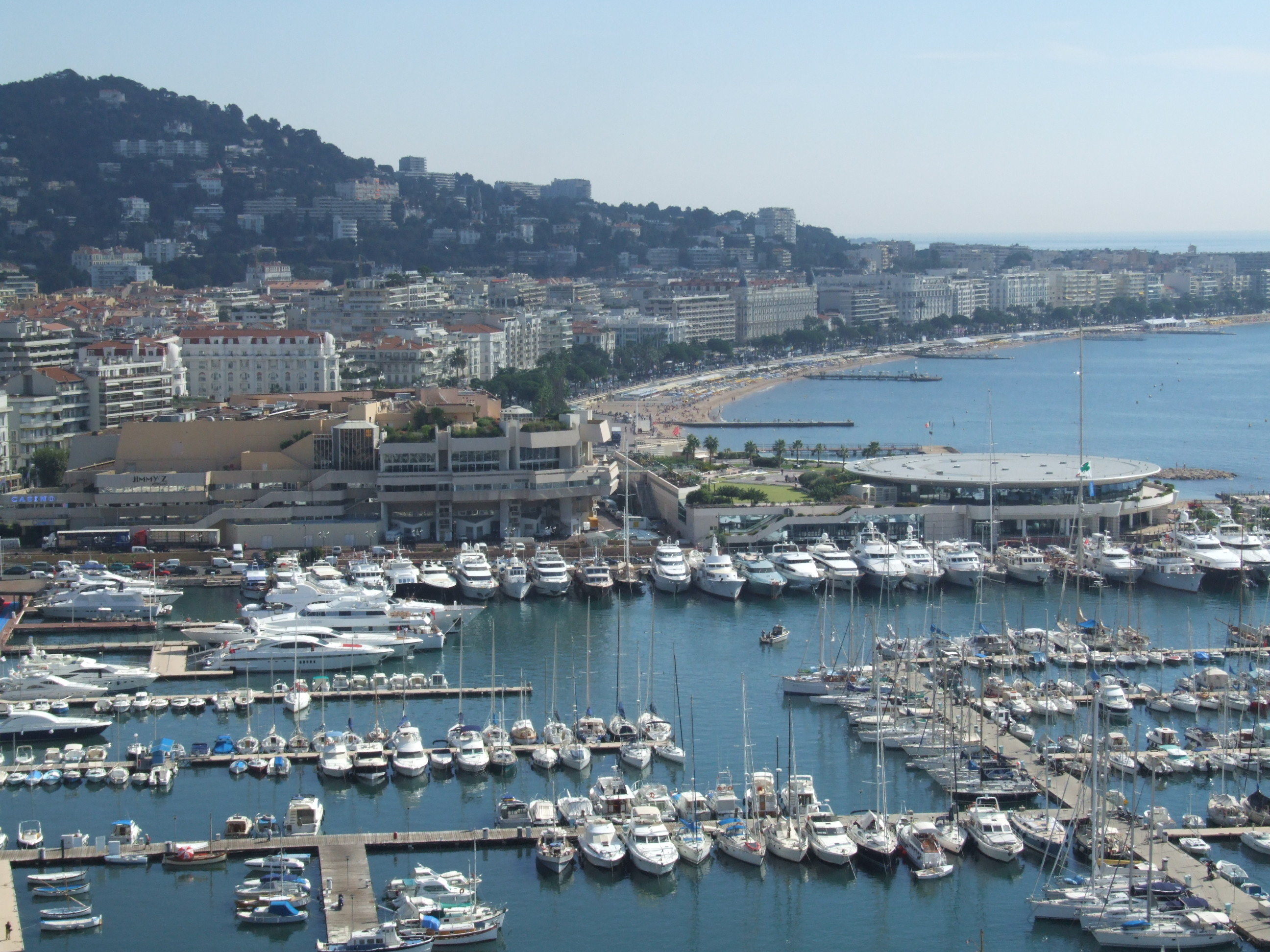
Cannes , ville hôte en 1959 et 1961 pour la France.
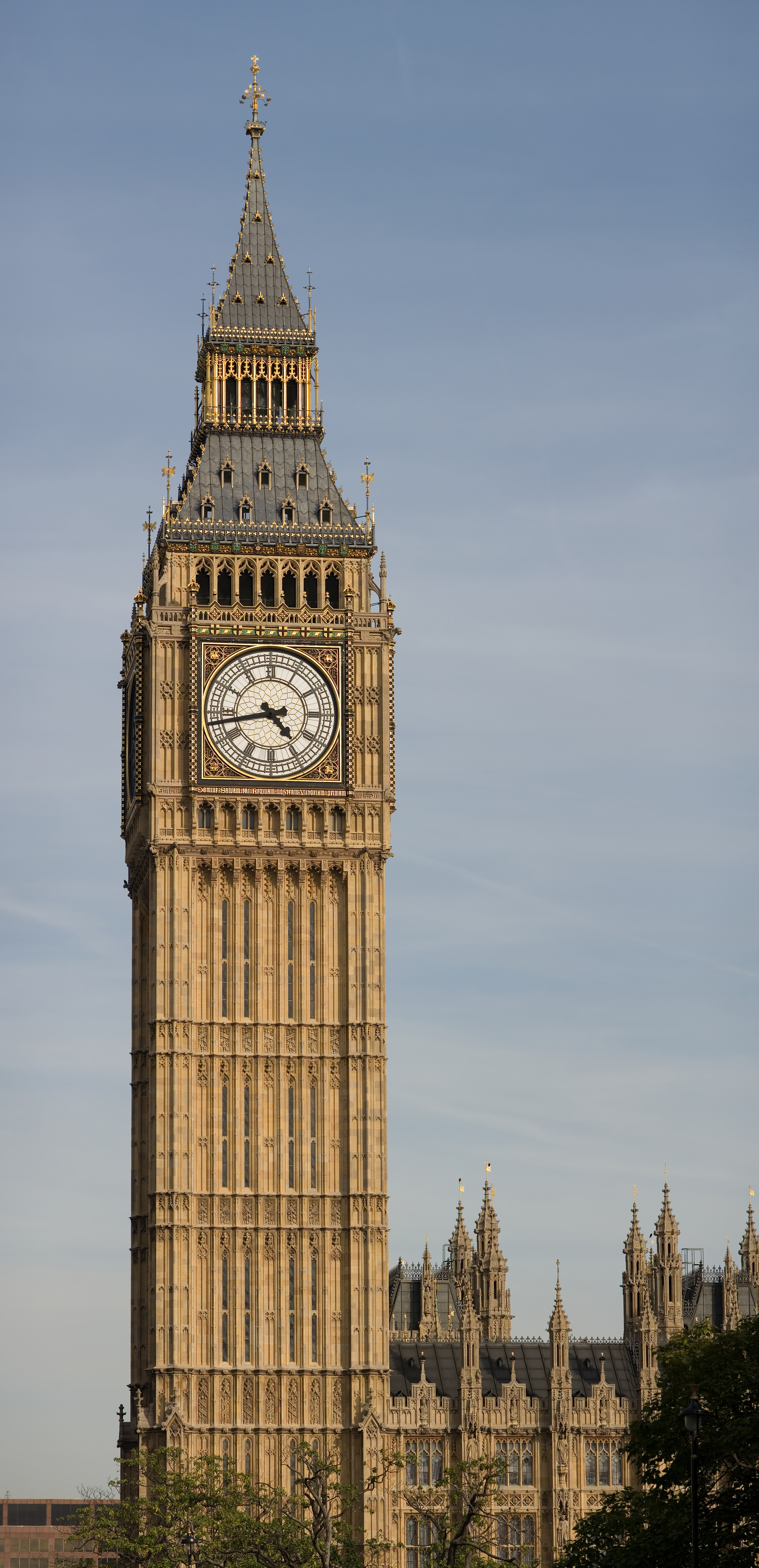
Londres , ville hôte en 1960, 1963, 1968 et 1977 pour le Royaume-Uni.
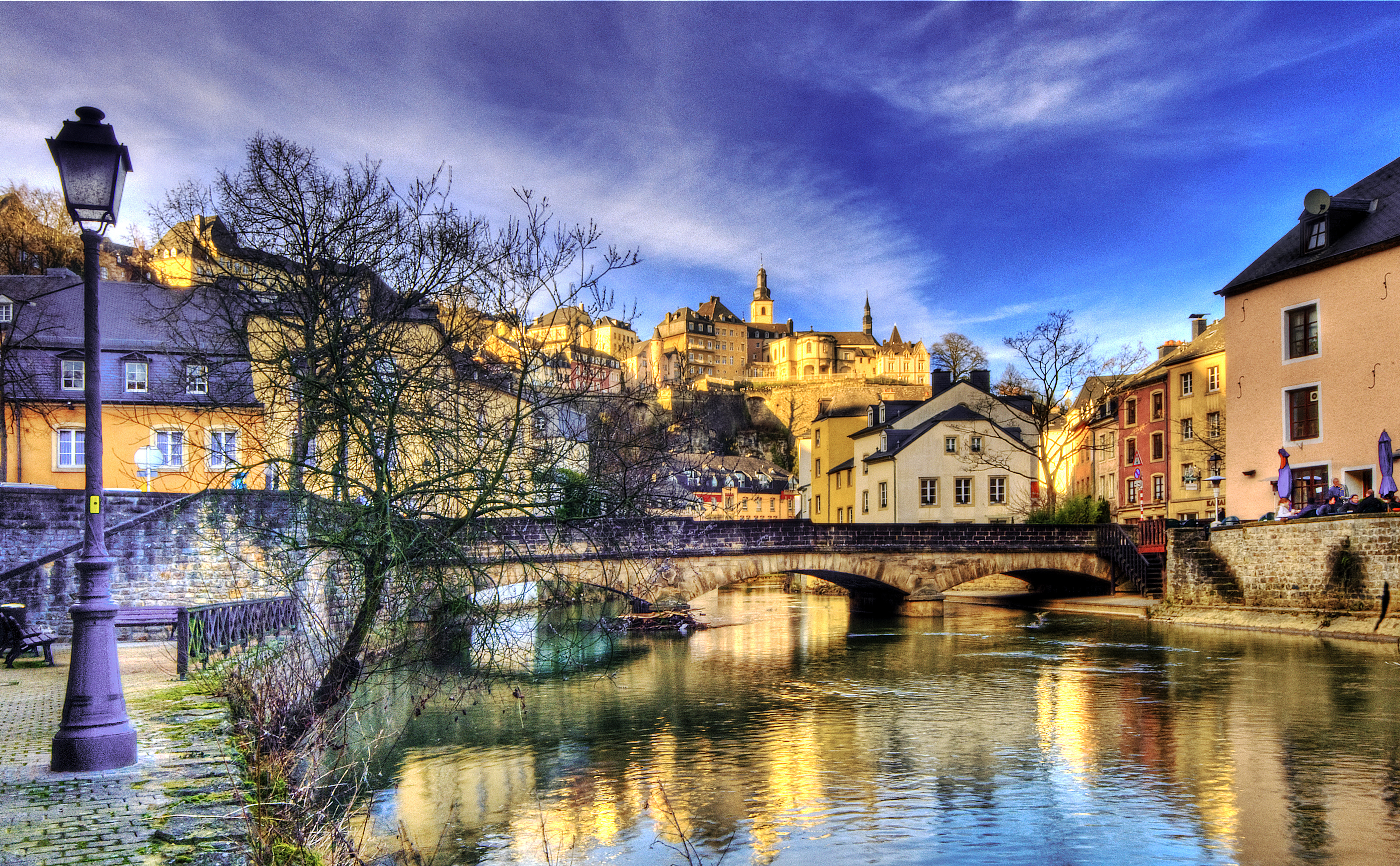
Luxembourg-Ville , ville hôte en 1962, 1966, 1973 et 1984 pour le Luxembourg.
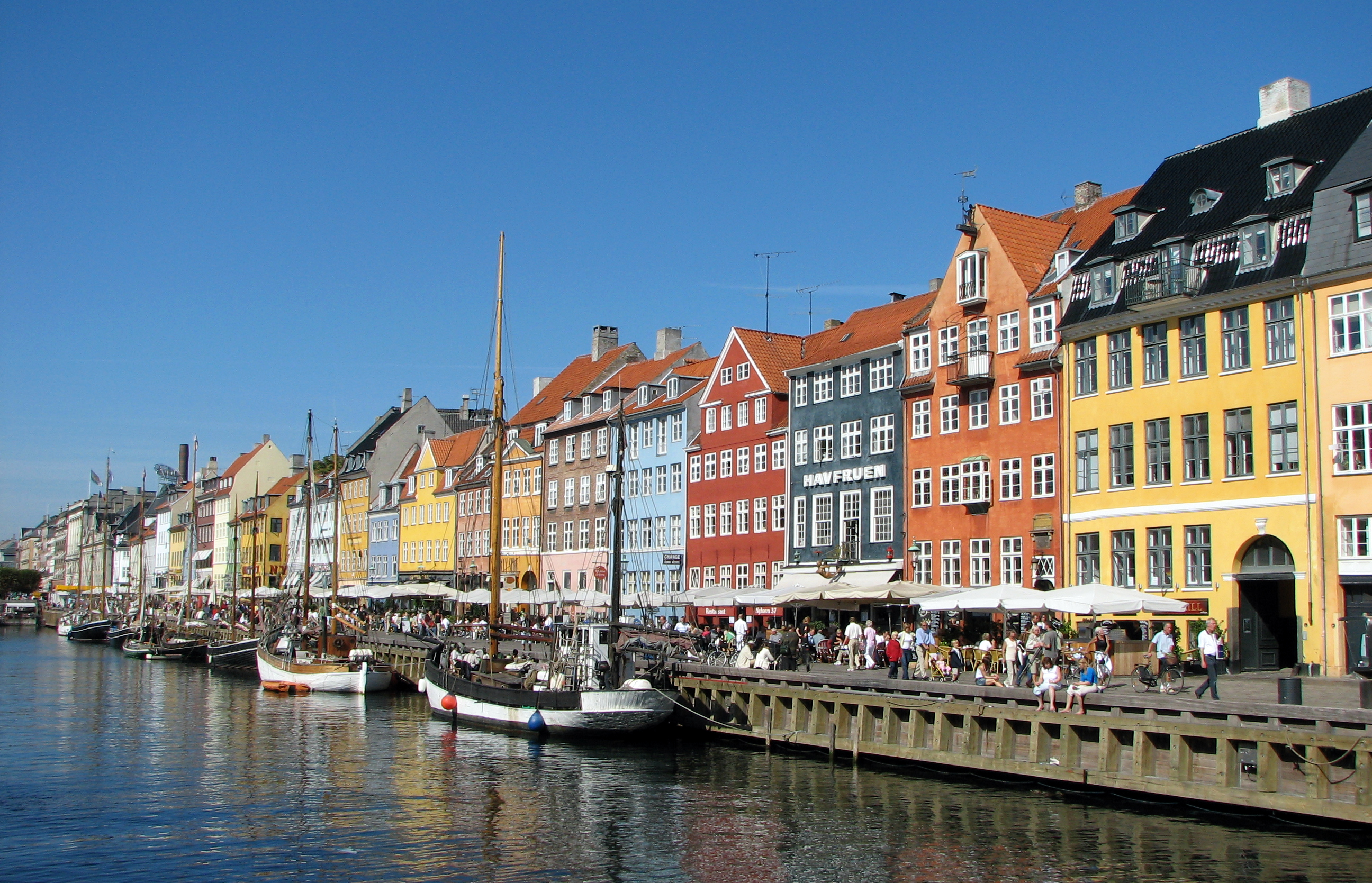
Copenhague , ville hôte en 1964, 2001 et 2014 pour le Danemark.
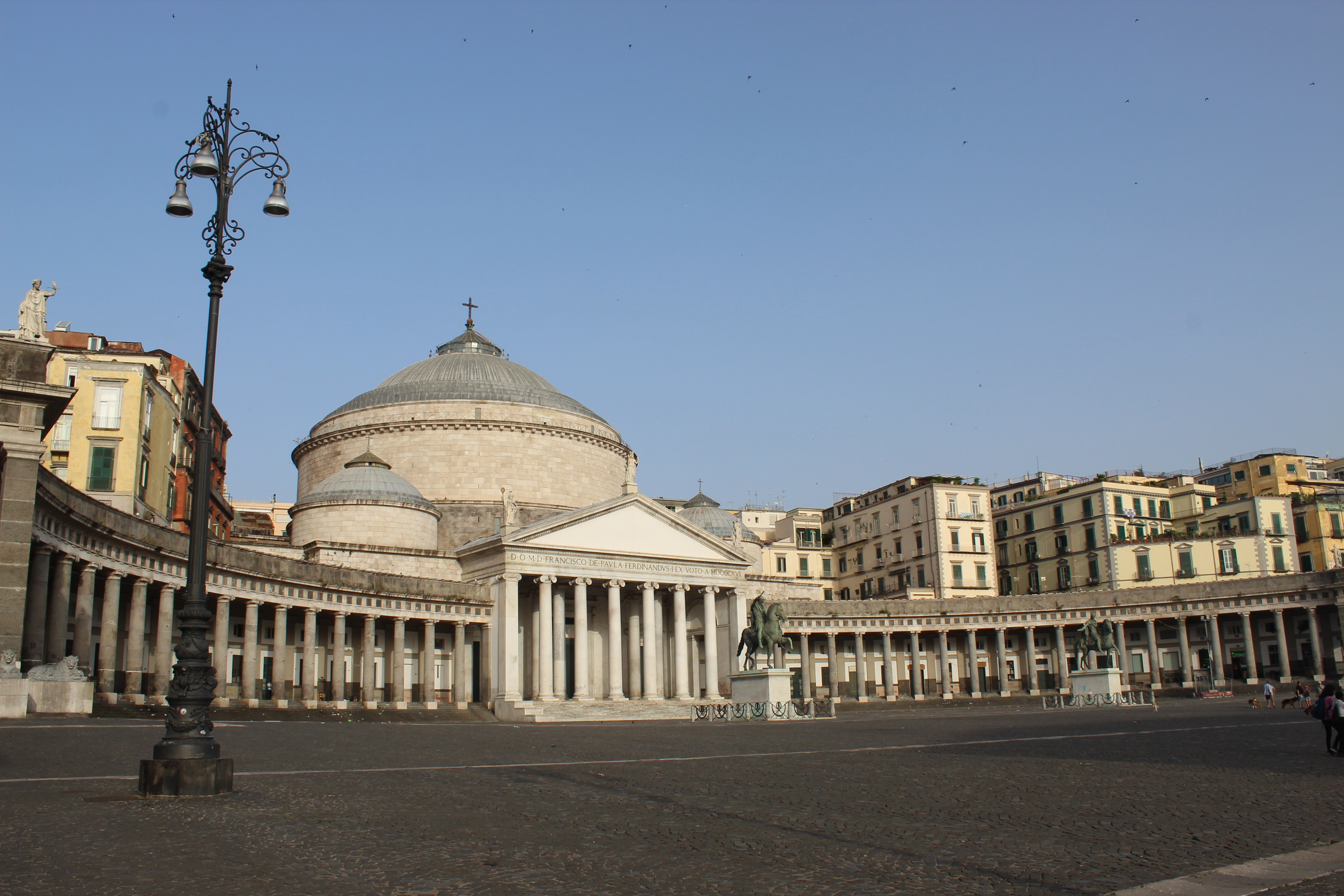
Naples , ville hôte en 1965 pour l'Italie.
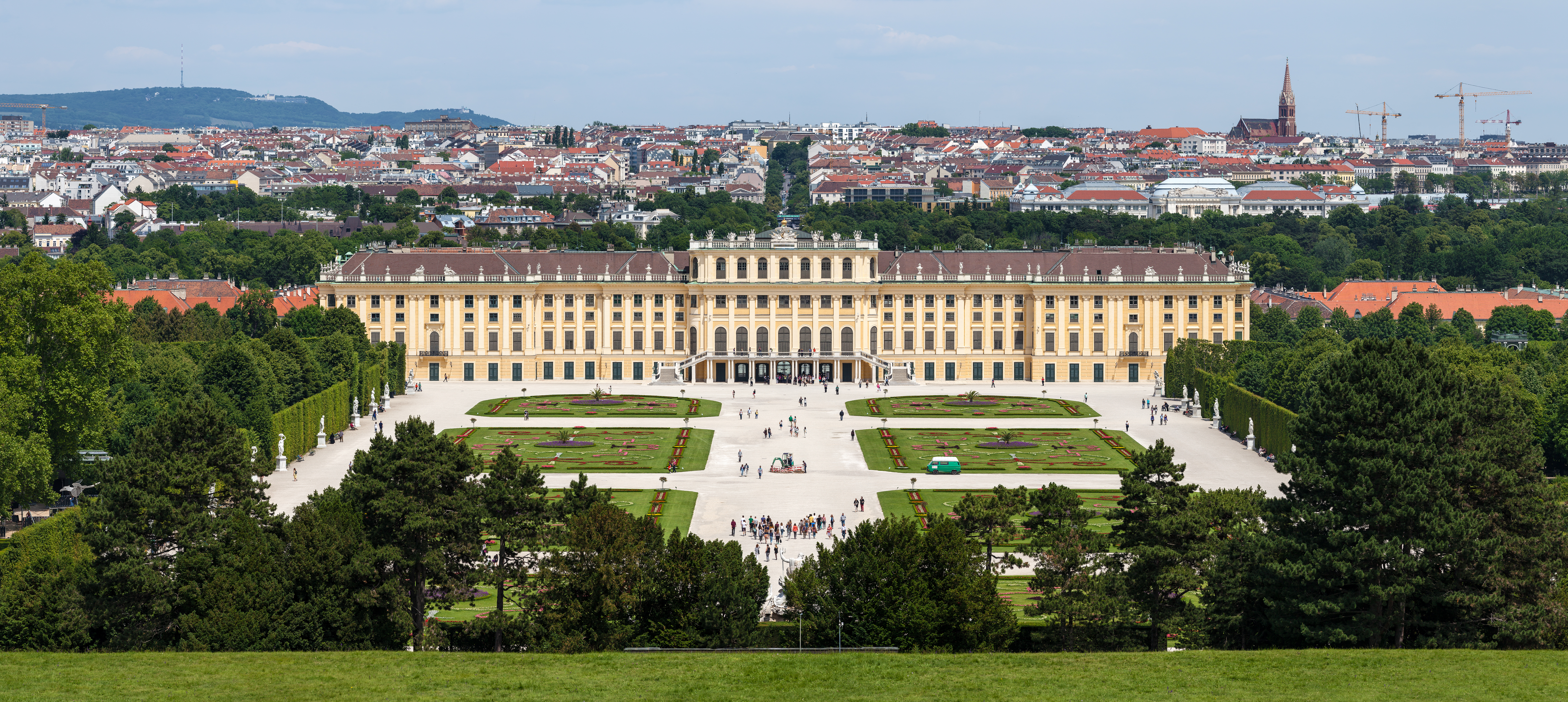
Vienne , ville hôte en 1967, 2015 et 2026 pour l'Autriche.
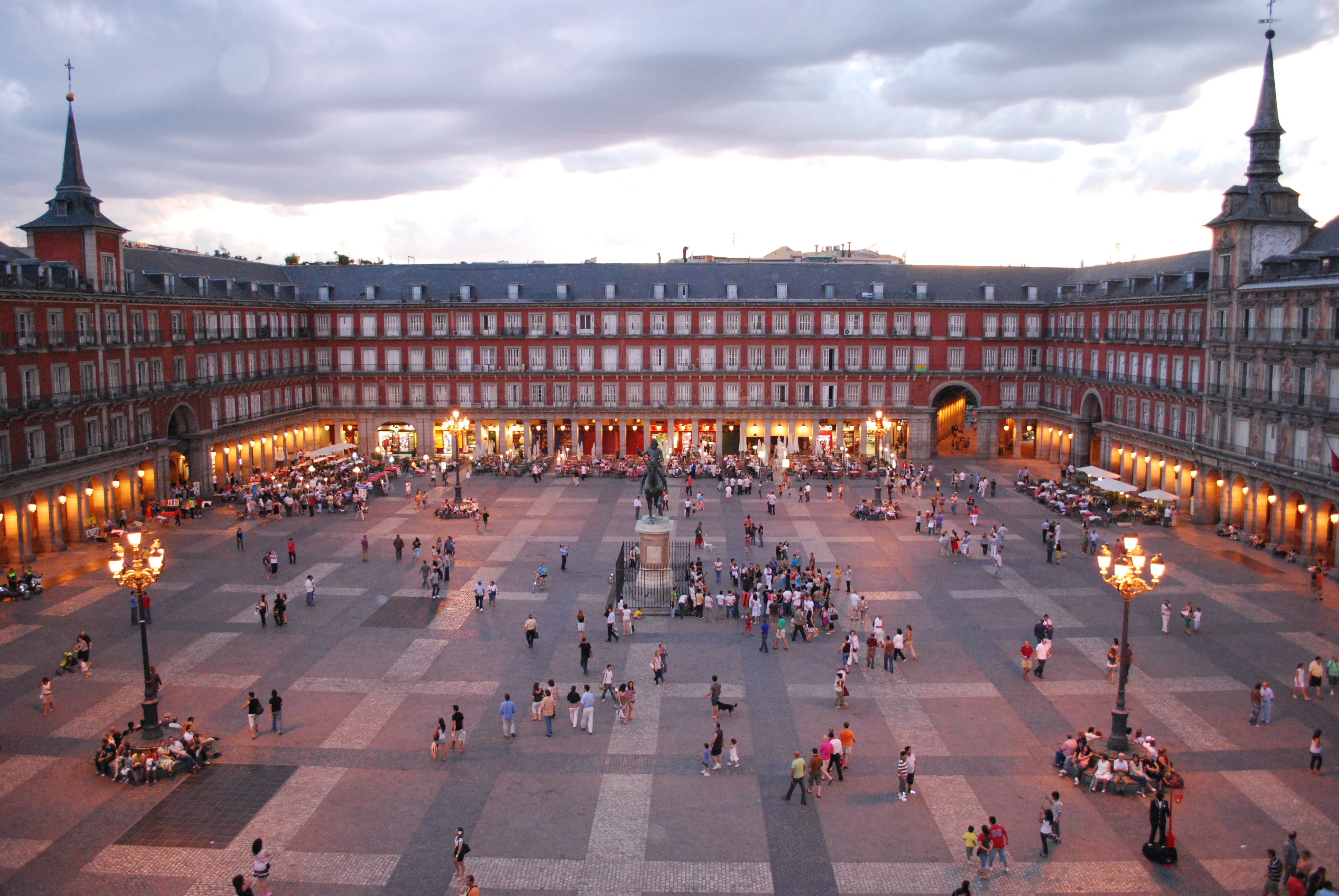
Madrid , ville hôte en 1969 pour l'Espagne.
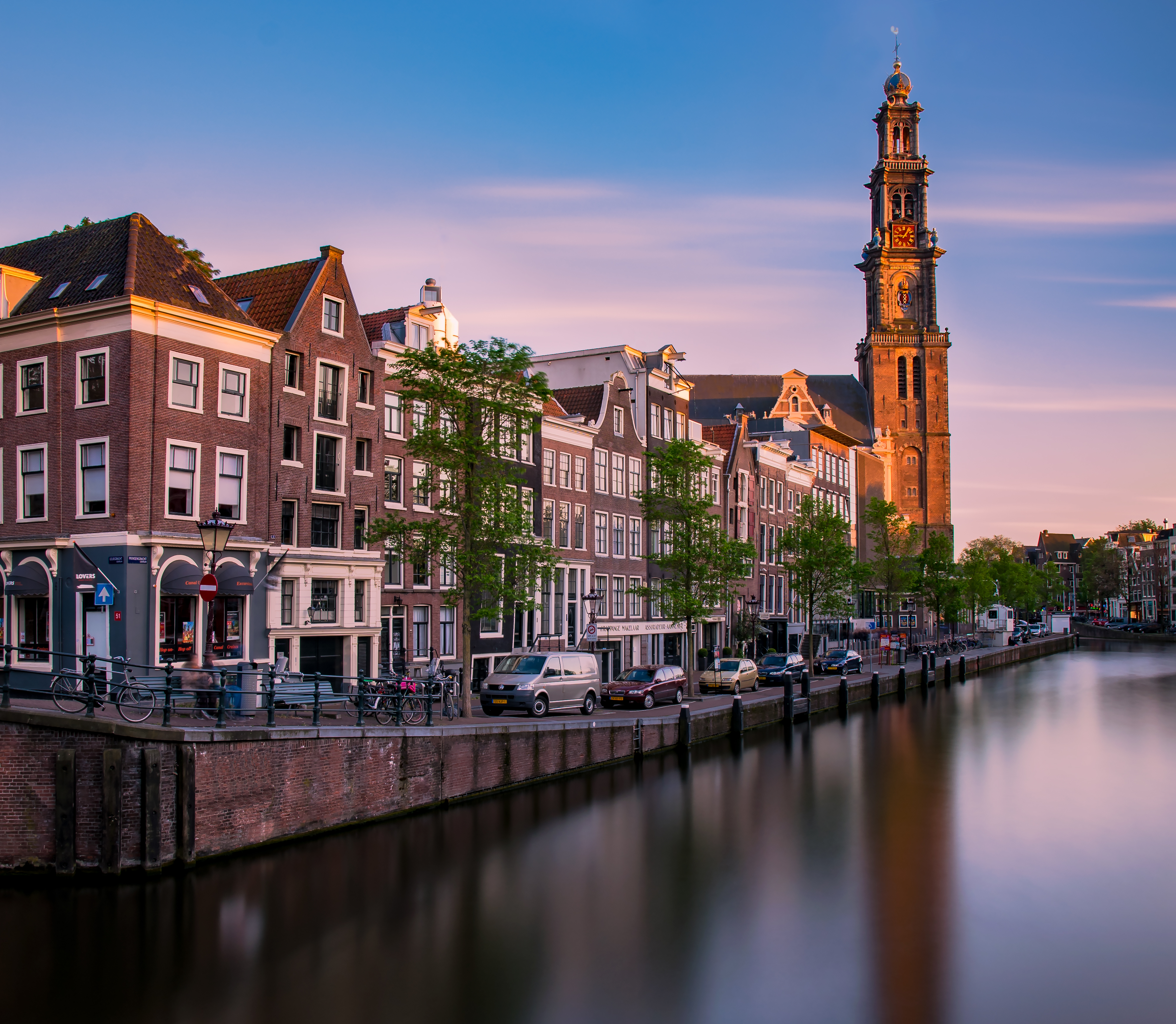
Amsterdam , ville hôte en 1970 pour les Pays-Bas.
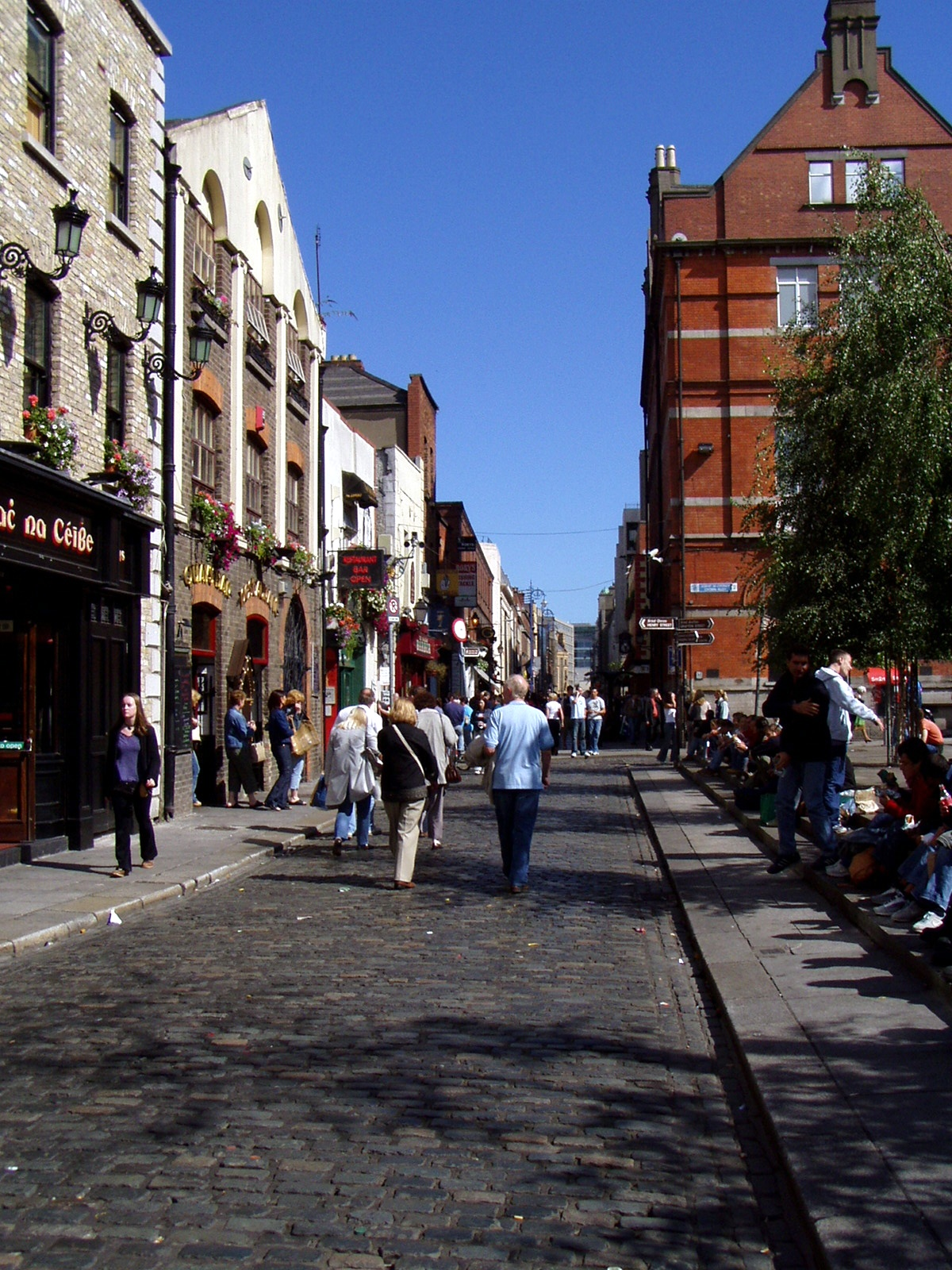
Dublin , ville hôte en 1971, 1981, 1988, 1994, 1995 et 1997 pour l'Irlande.
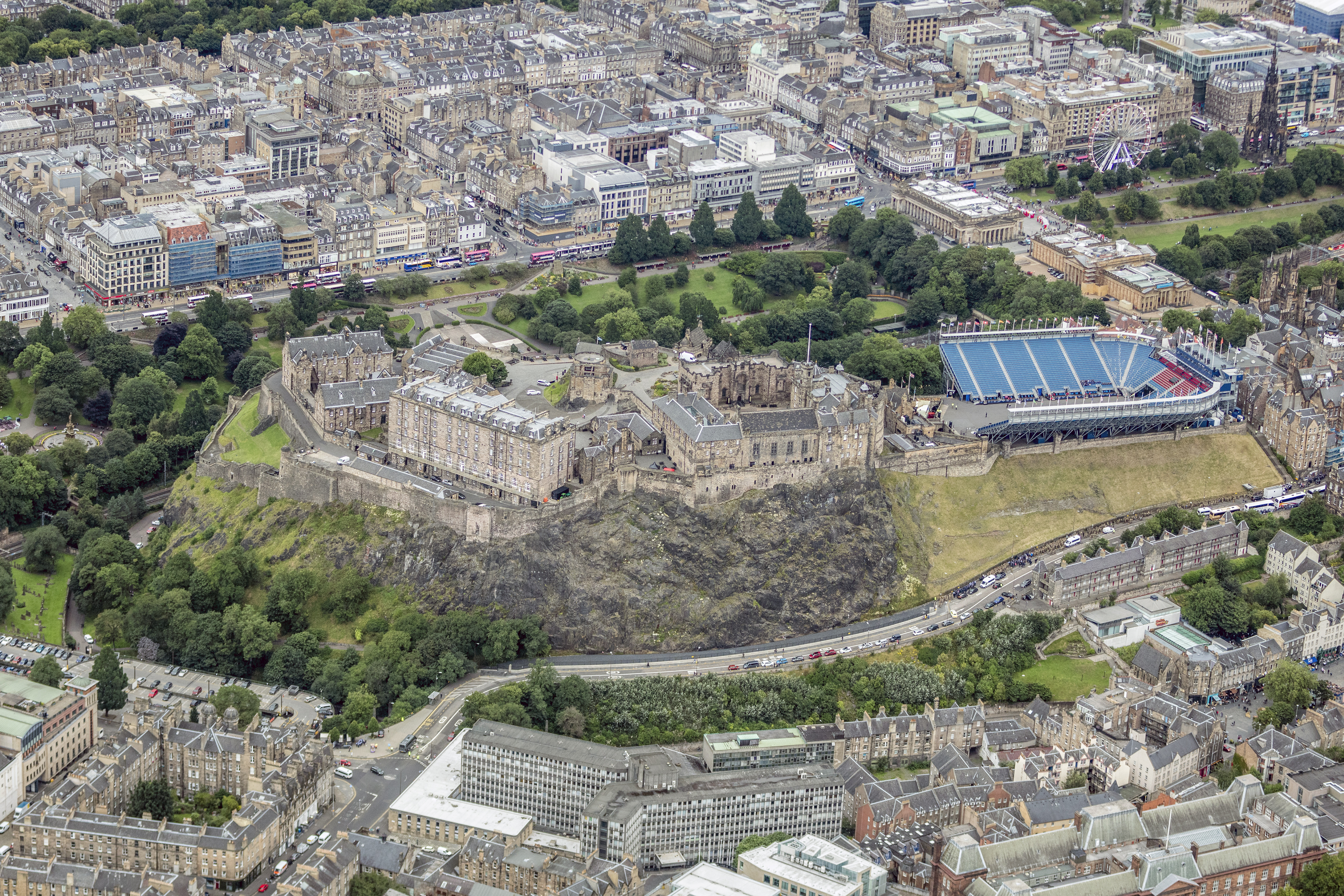
Édimbourg , ville hôte en 1972 pour le Royaume-Uni.
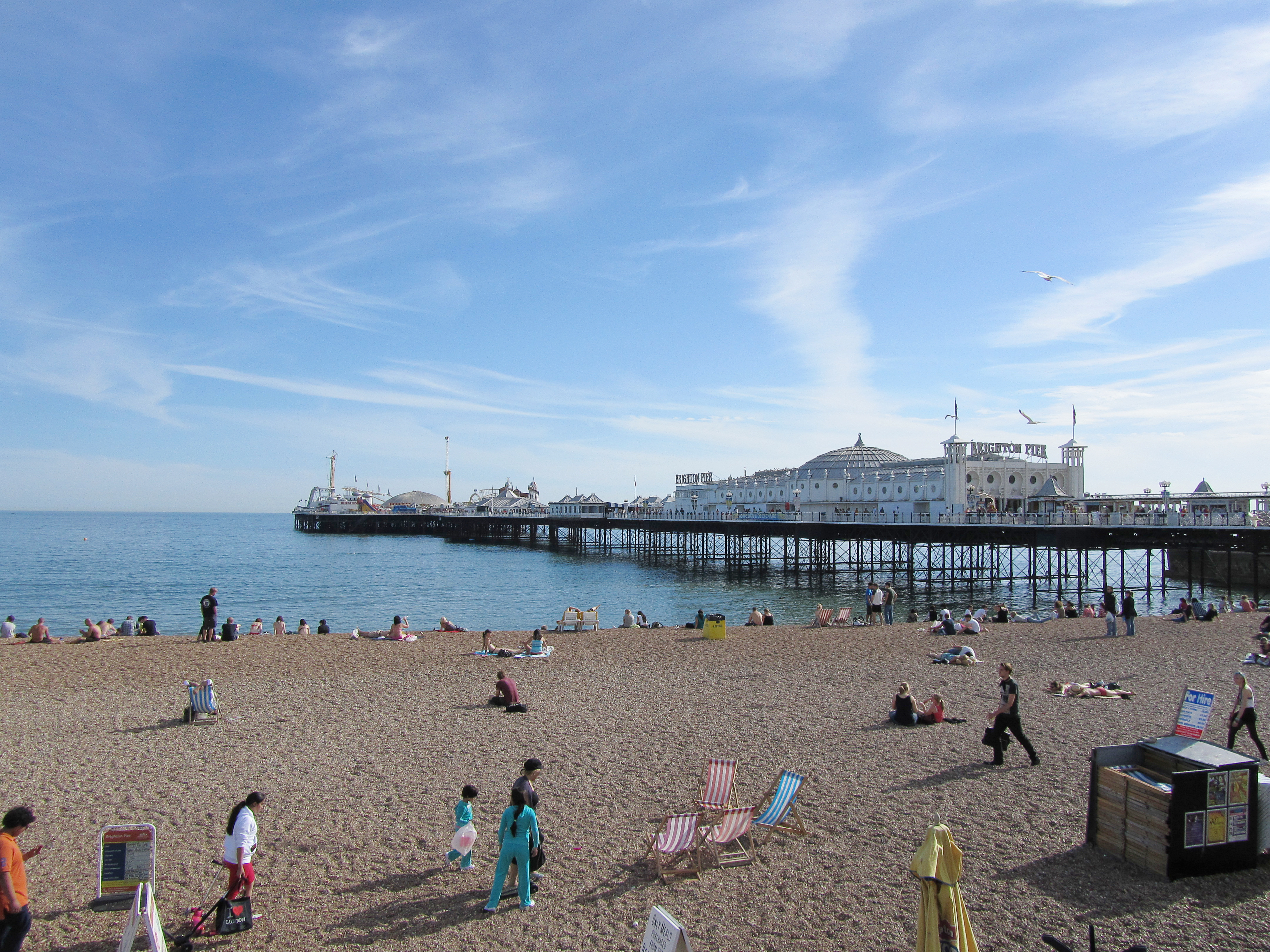
Brighton , ville hôte en 1974 pour le Royaume-Uni.
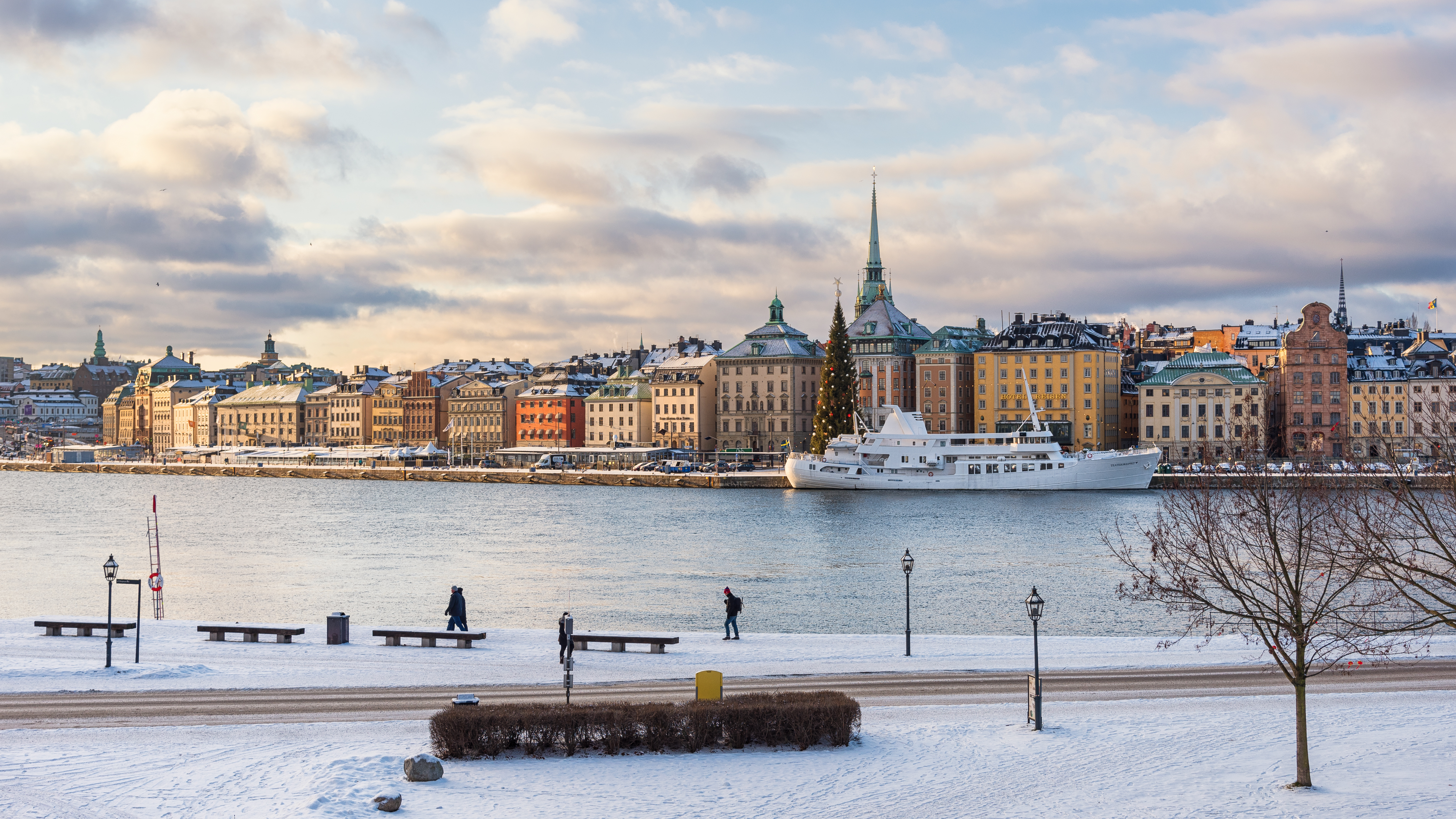
Stockholm , ville hôte en 1975, 2000 et 2016 pour la Suède.
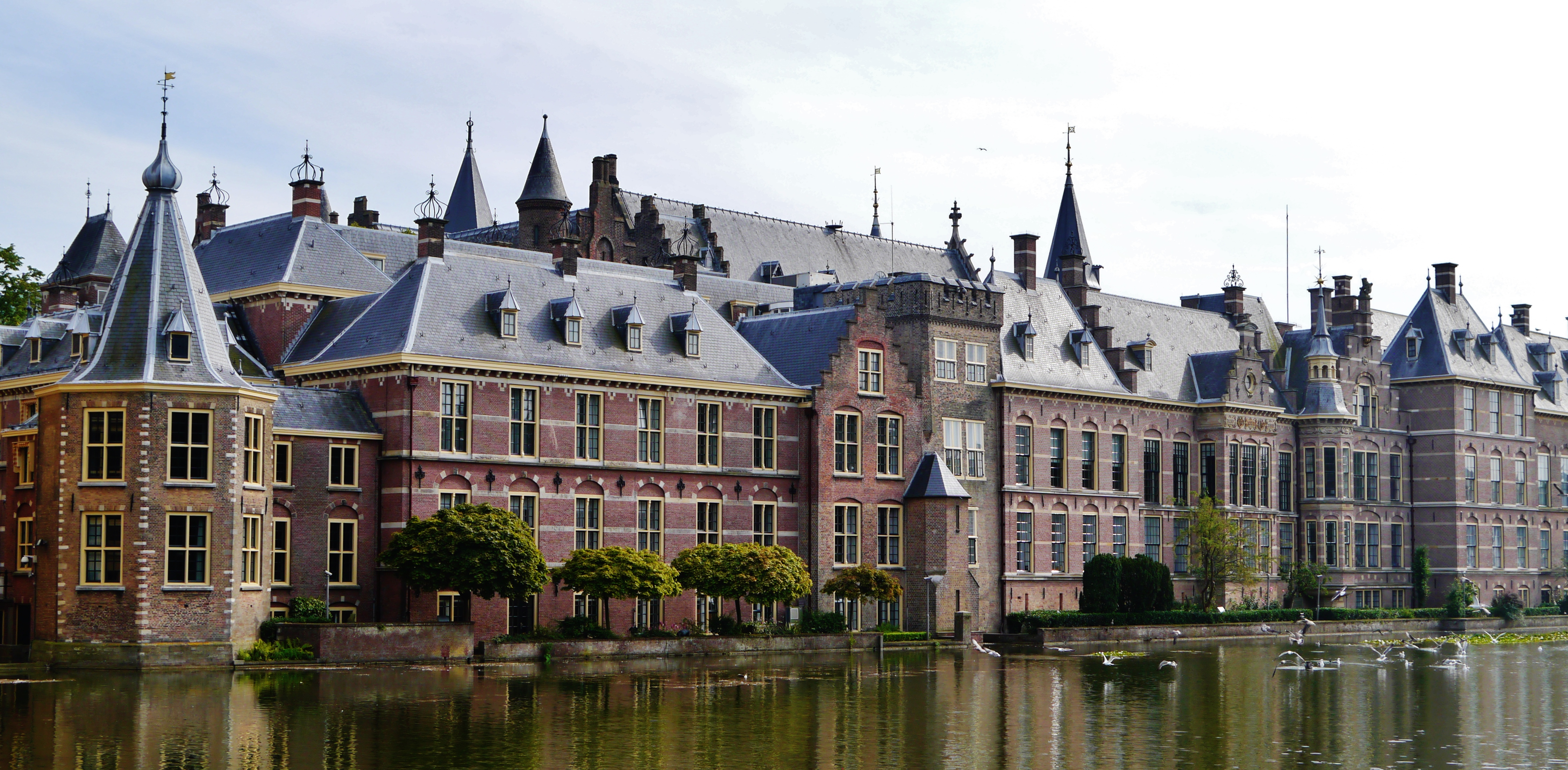
La Haye , ville hôte en 1976 et 1980 pour les Pays-Bas.
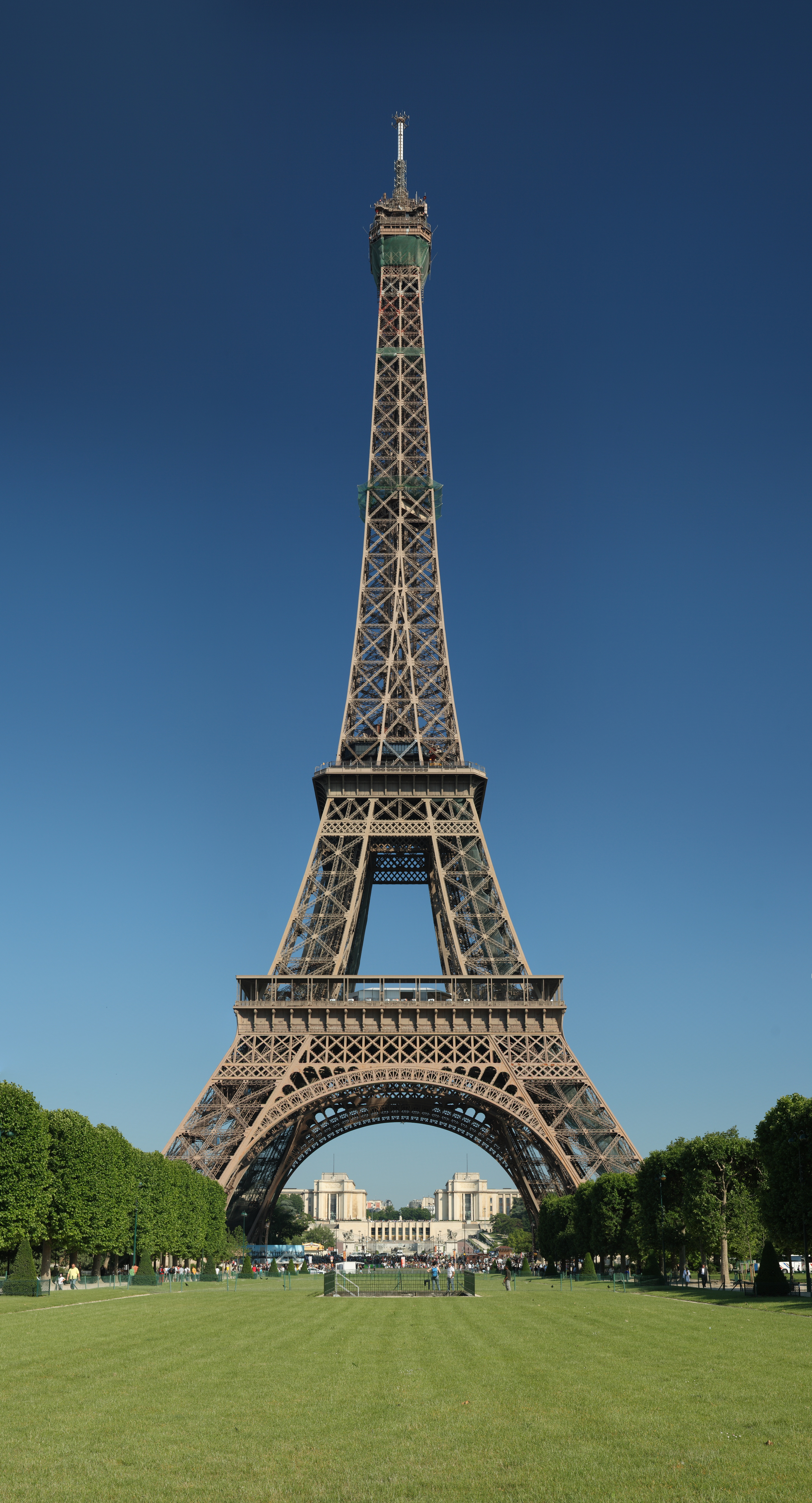
Paris , ville hôte 1978 pour la France.
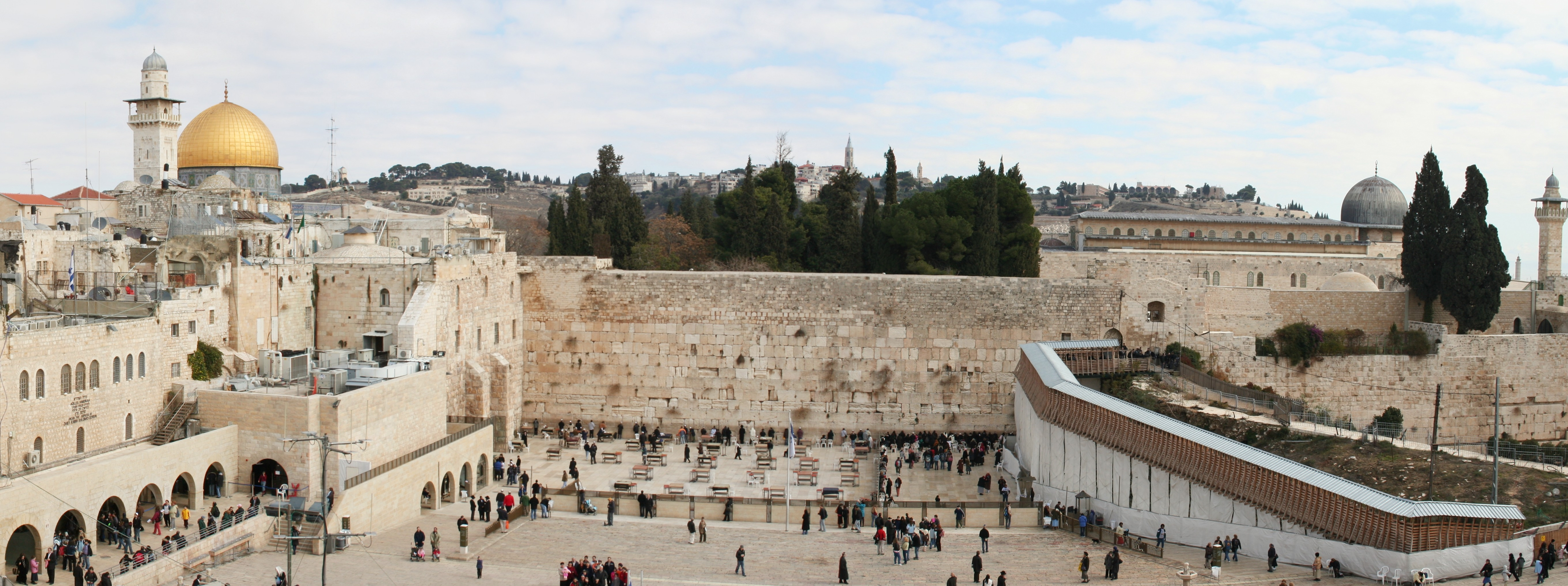
Jérusalem , ville hôte en 1979 et 1999 pour Israël.
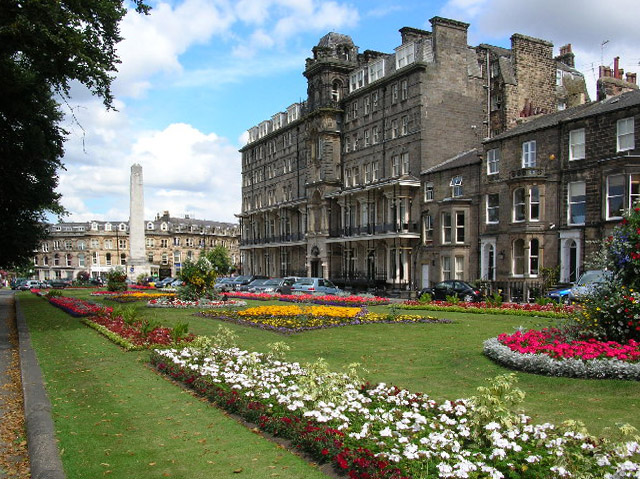
Harrogate , ville hôte en 1982 pour le Royaume-Uni.
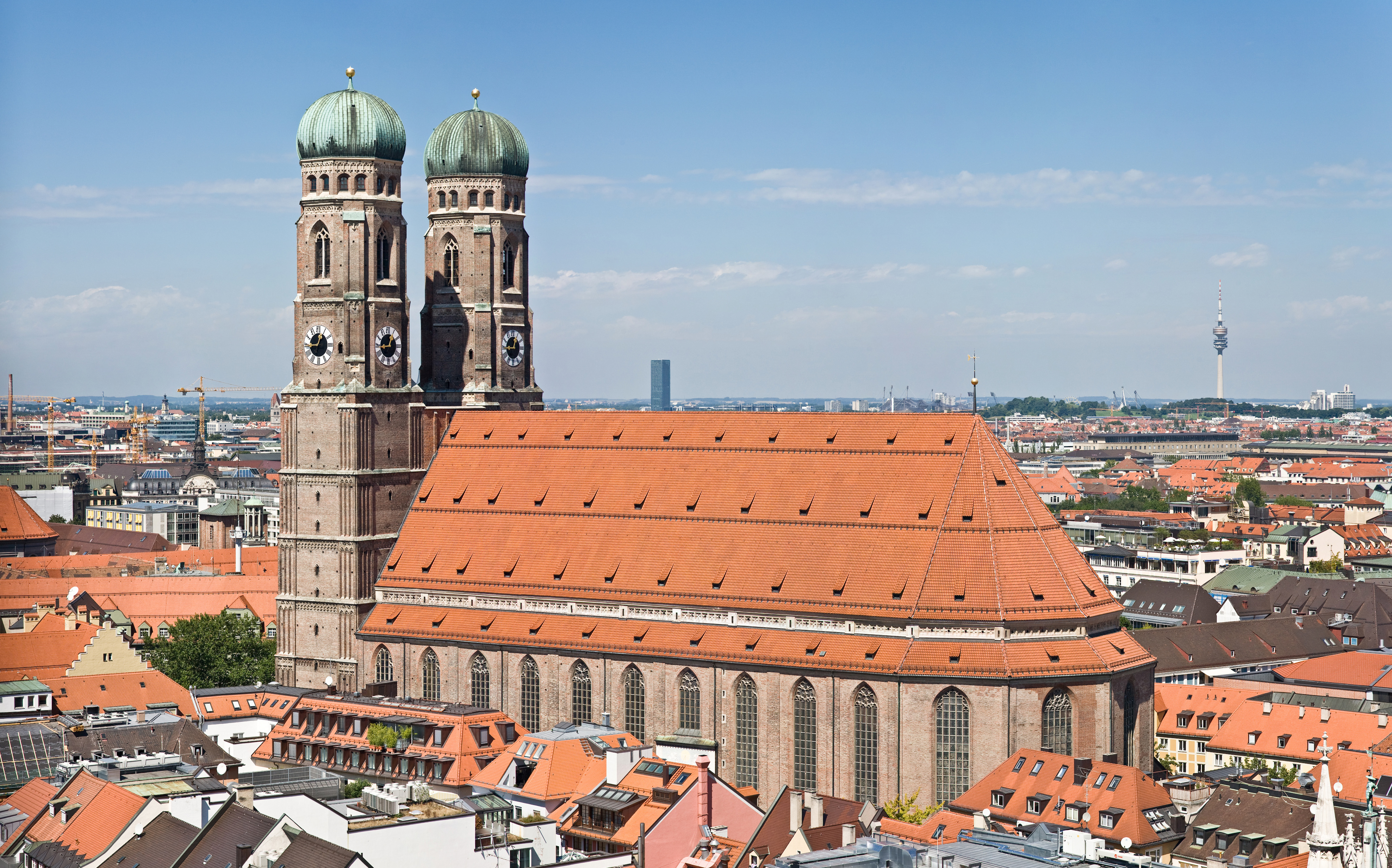
Munich , ville hôte en 1983 pour l'Allemagne.
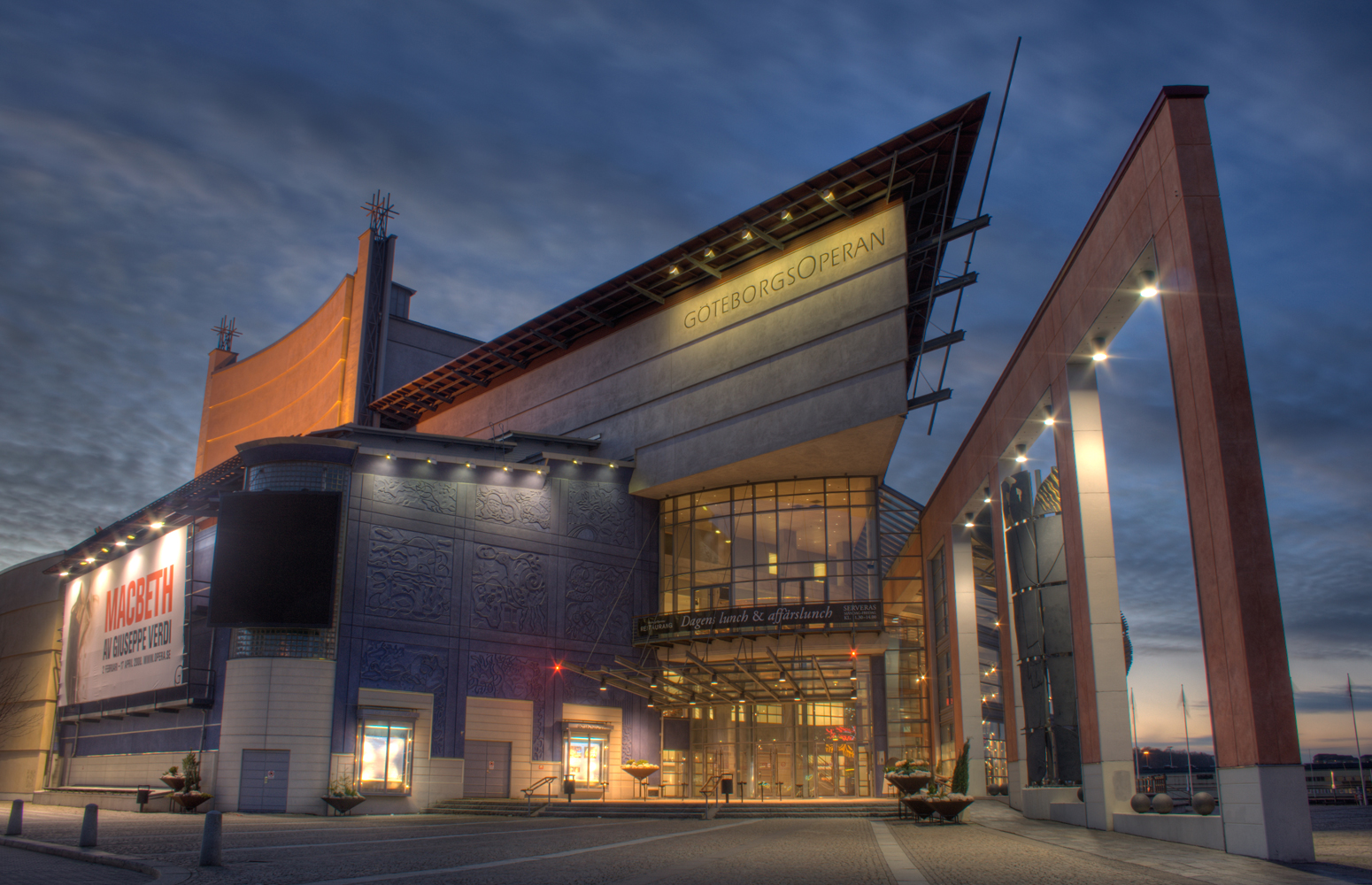
Göteborg , ville hôte en 1985 pour la Suède.
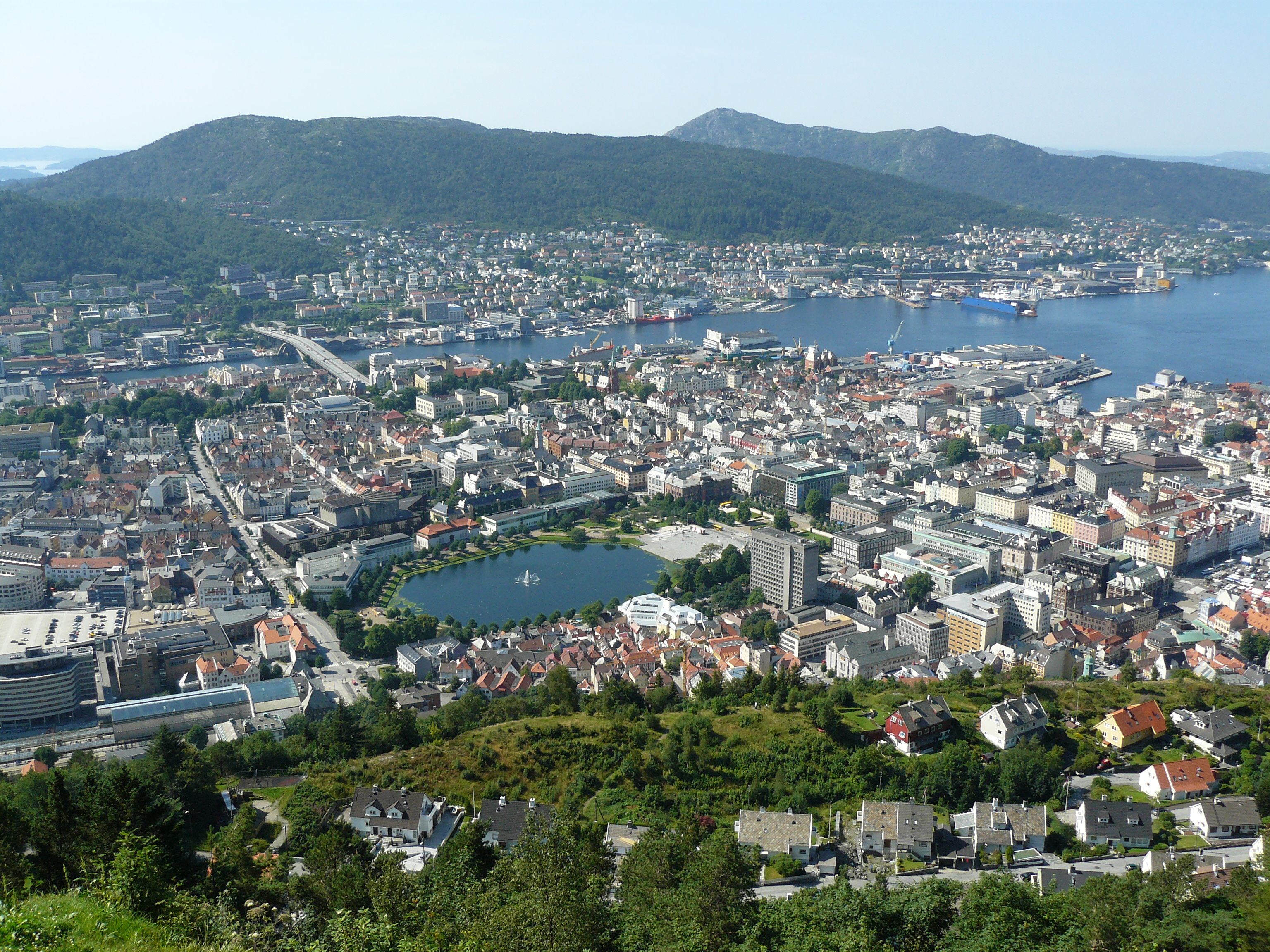
Bergen , ville hôte en 1986 pour la Norvège.
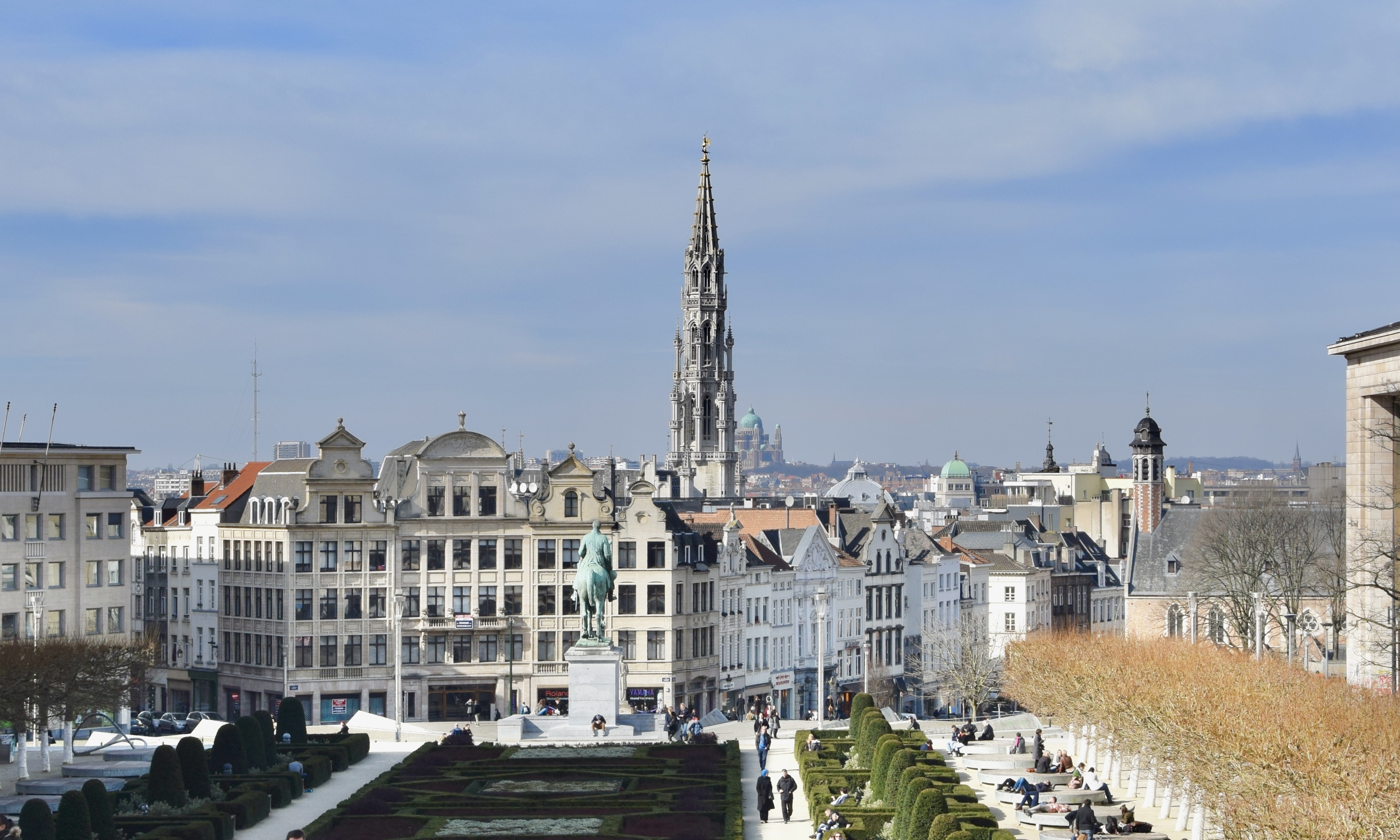
Bruxelles , ville hôte en 1987 pour la Belgique.
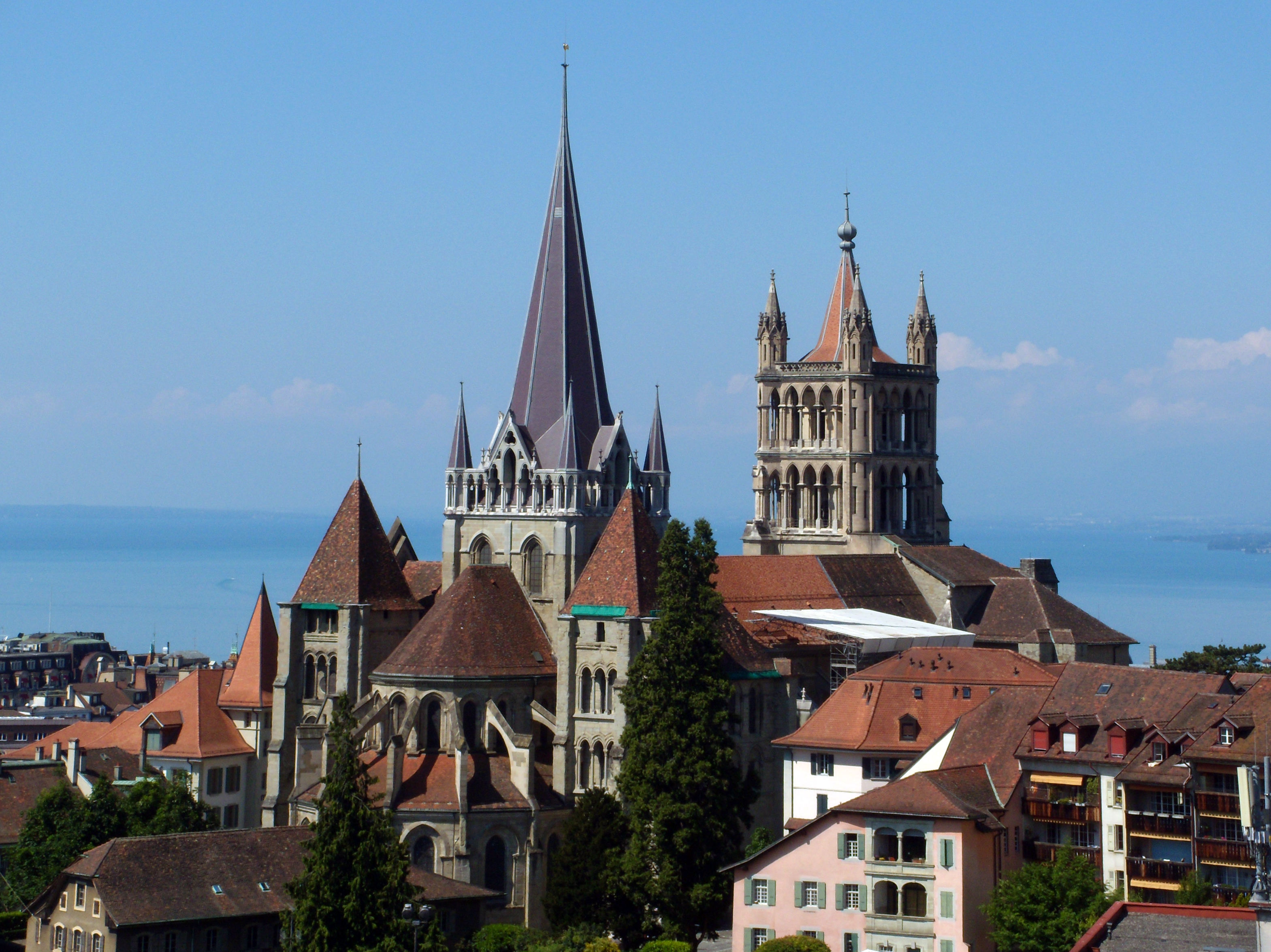
Lausanne , ville hôte en 1989 pour la Suisse.
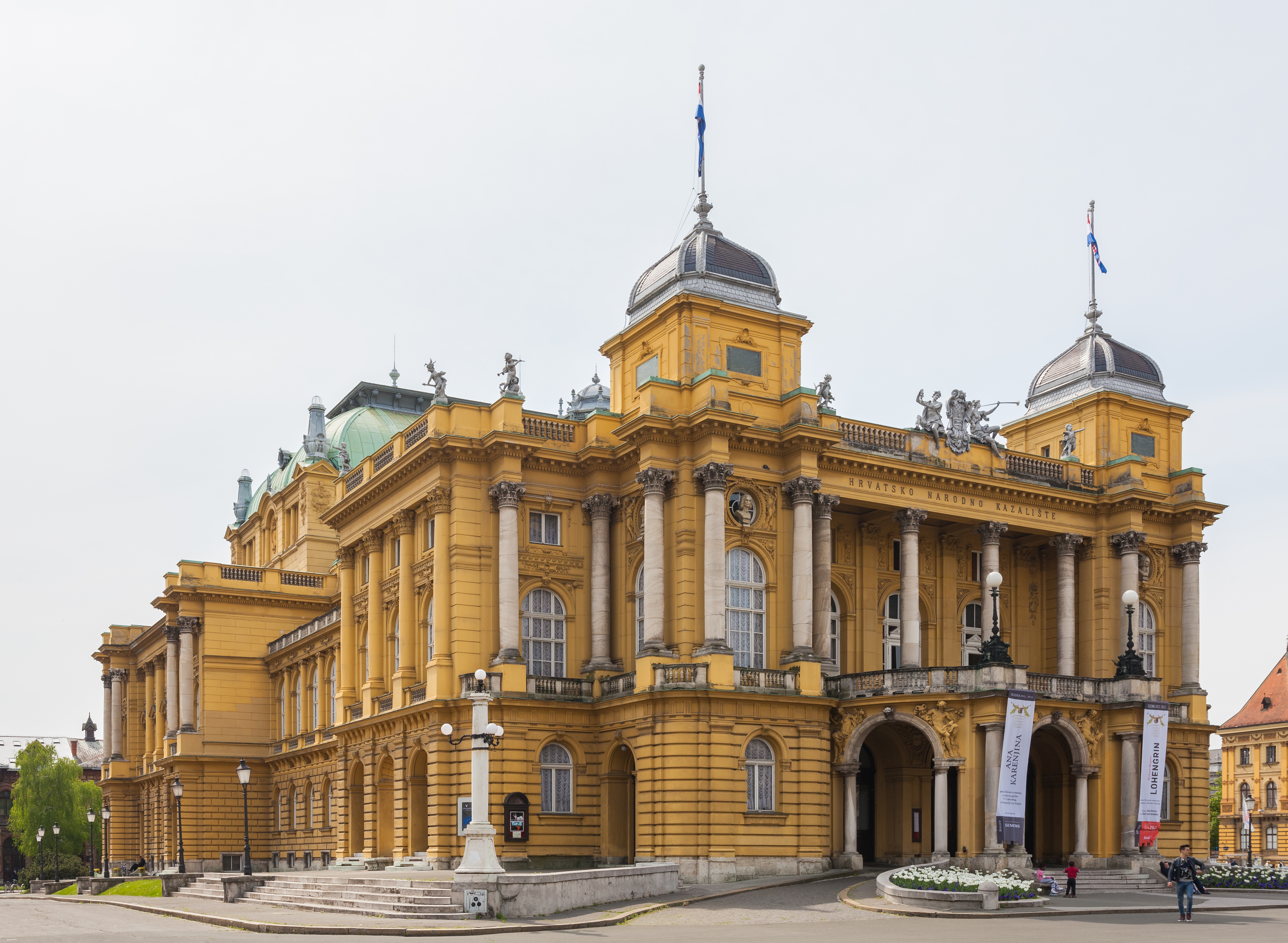
Zagreb , ville hôte en 1990 pour la Yougoslavie.
Rome , ville hôte en 1991 pour l'Italie.
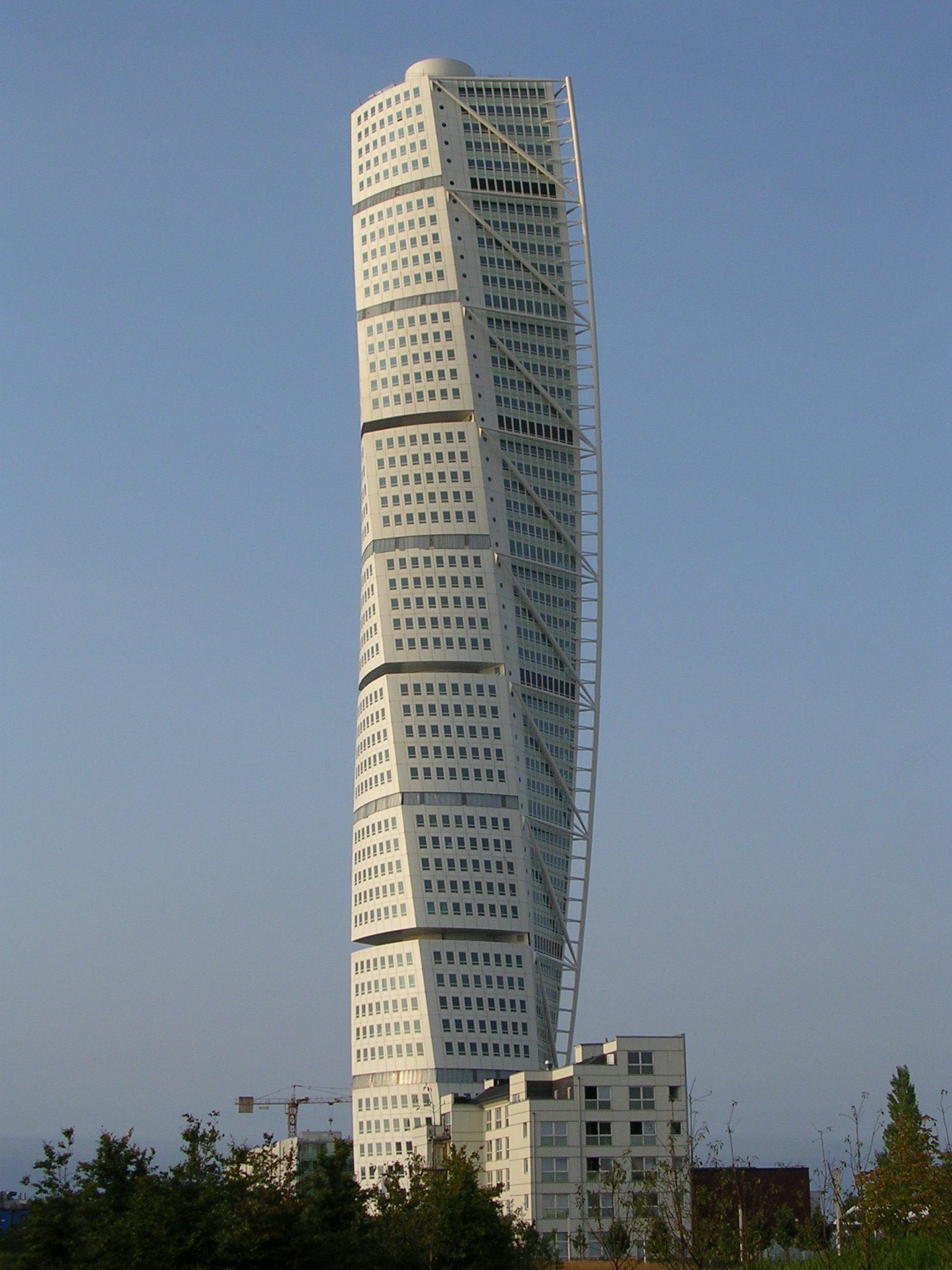
Malmö , ville hôte en 1992, 2013 et 2024 pour la Suède.
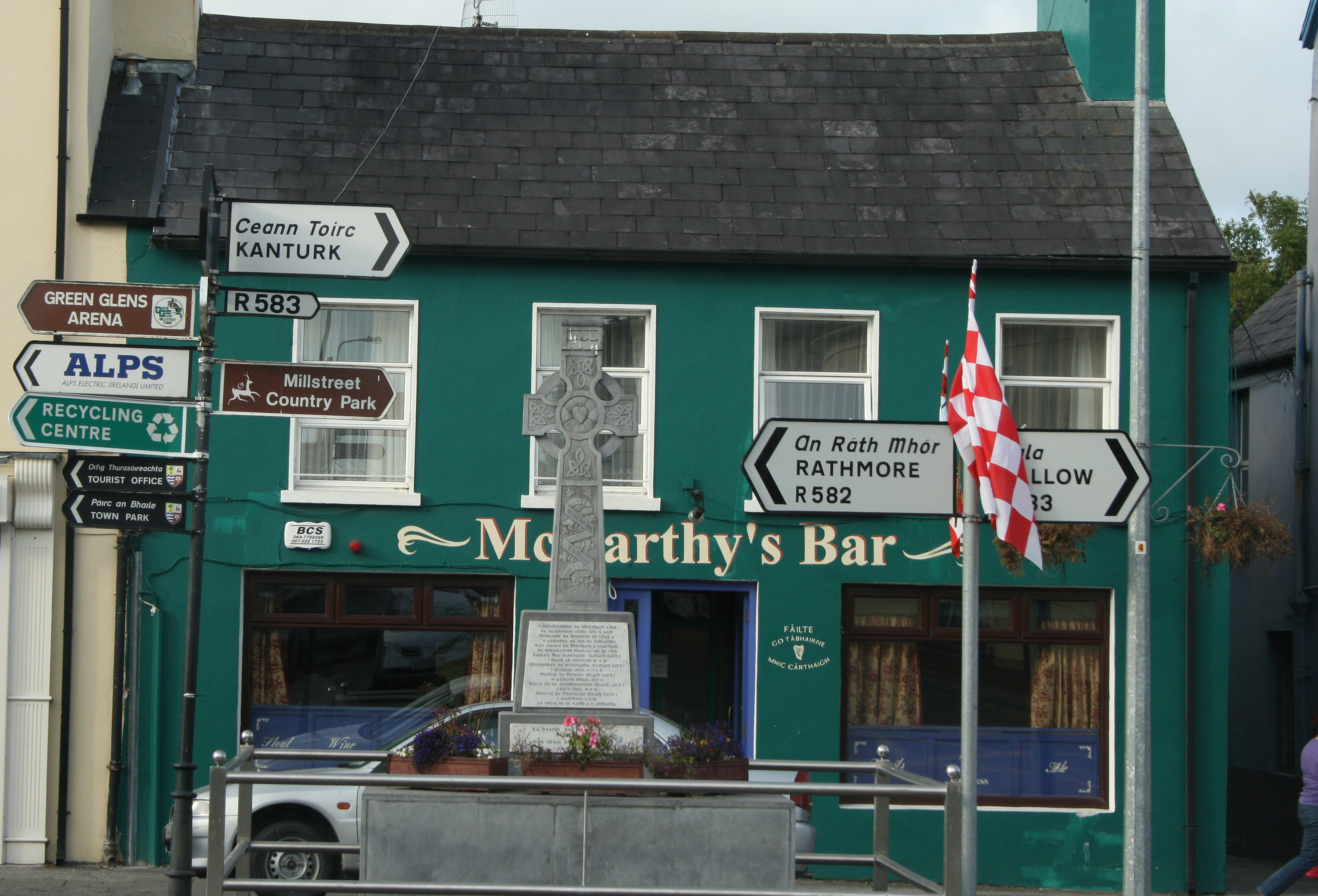
Millstreet , ville hôte en 1993 pour l'Irlande.
Oslo , ville hôte en 1996 et 2010 pour la Norvège.
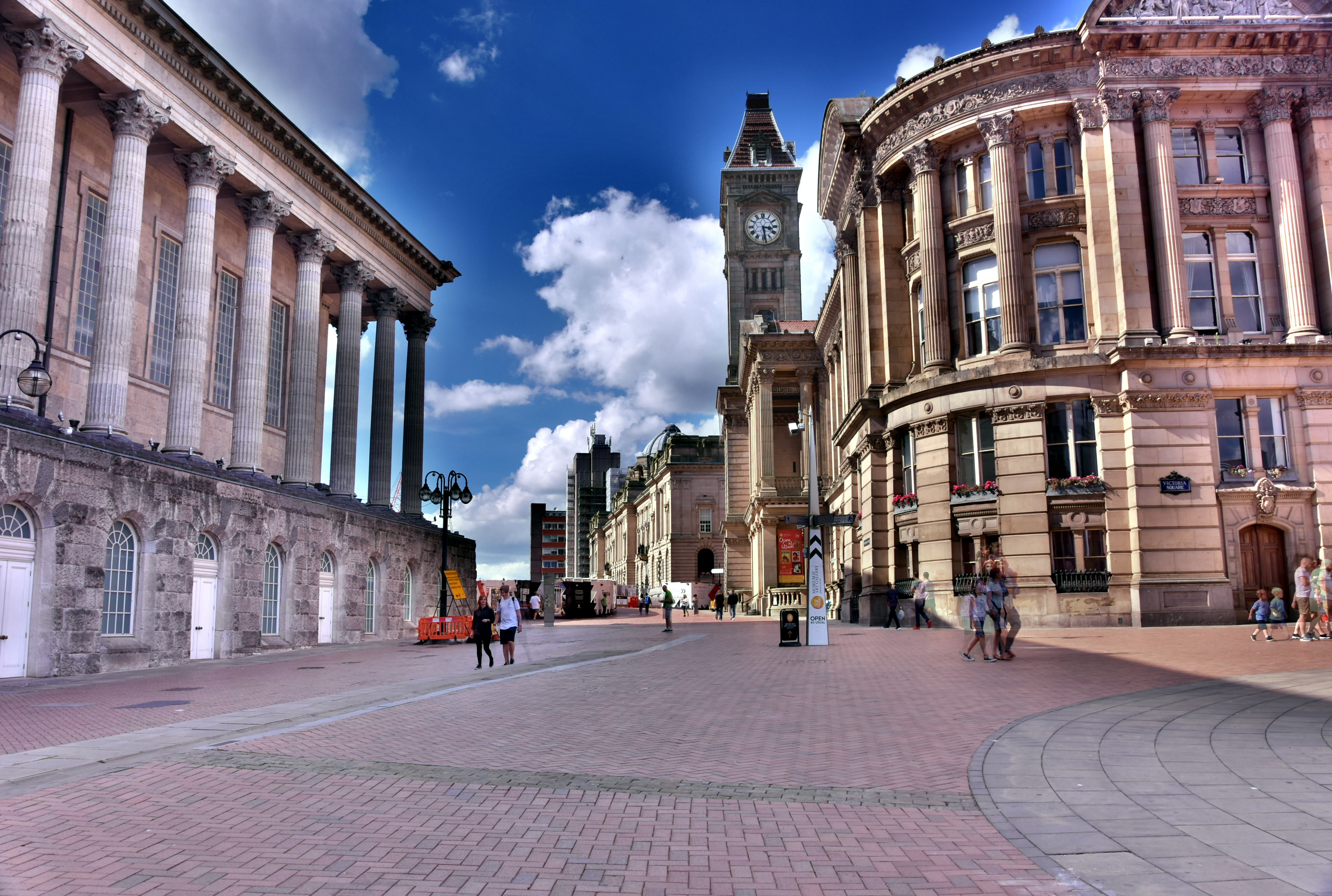
Birmingham , ville hôte en 1998 pour le Royaume-Uni.
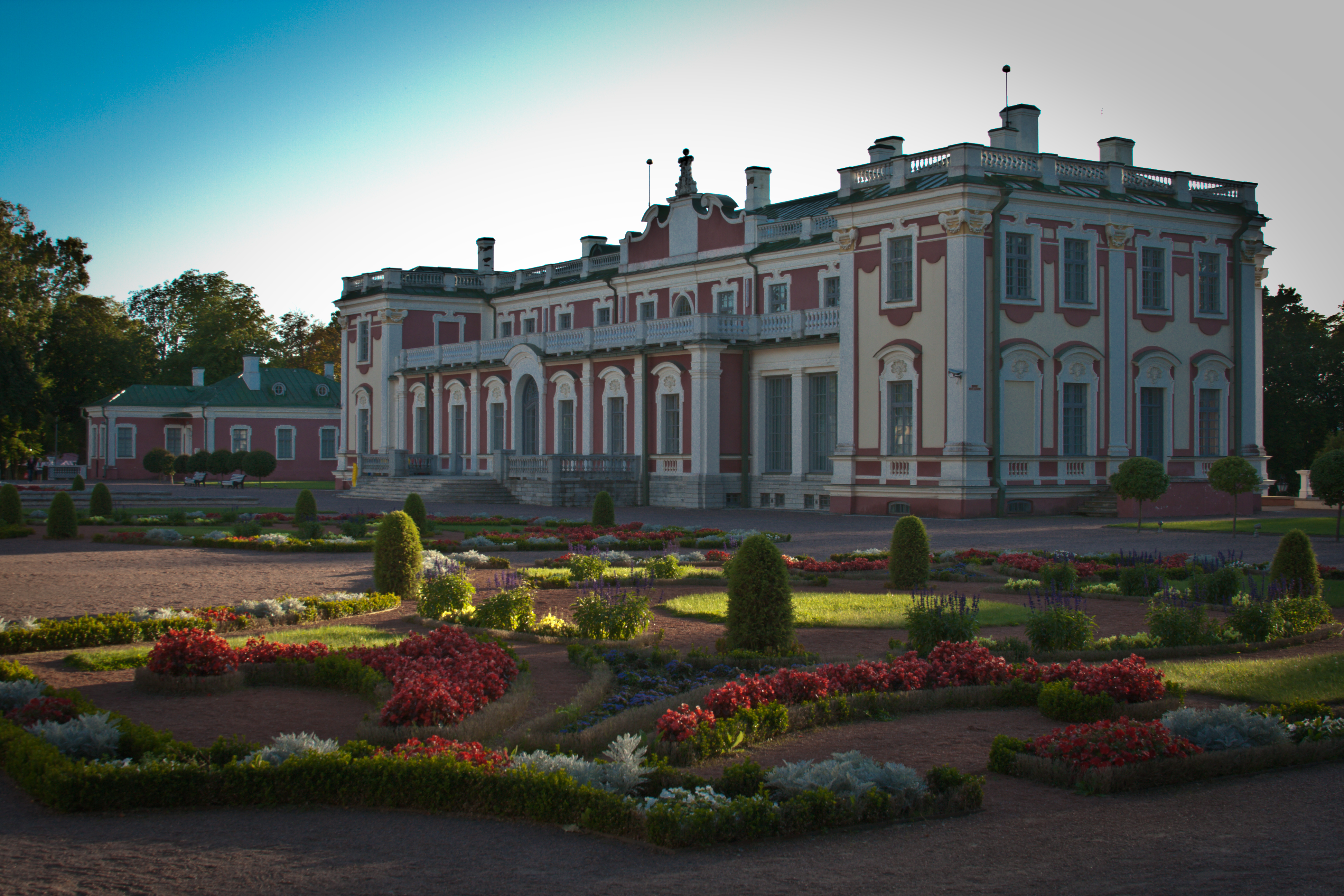
Tallinn , ville hôte en 2002 pour l'Estonie.
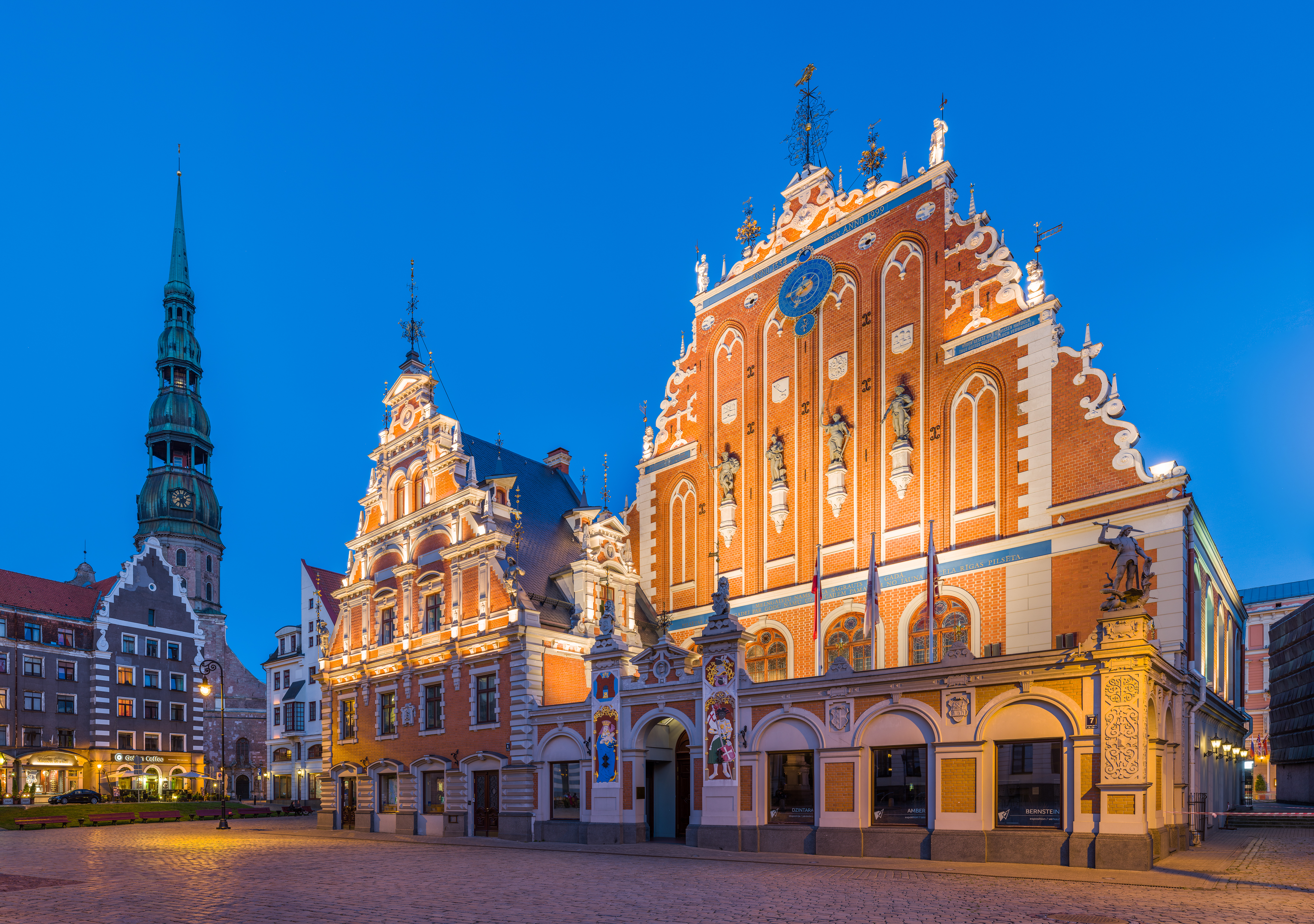
Riga , ville hôte en 2003 pour la Lettonie.
Istanbul , ville hôte en 2004 pour la Turquie.
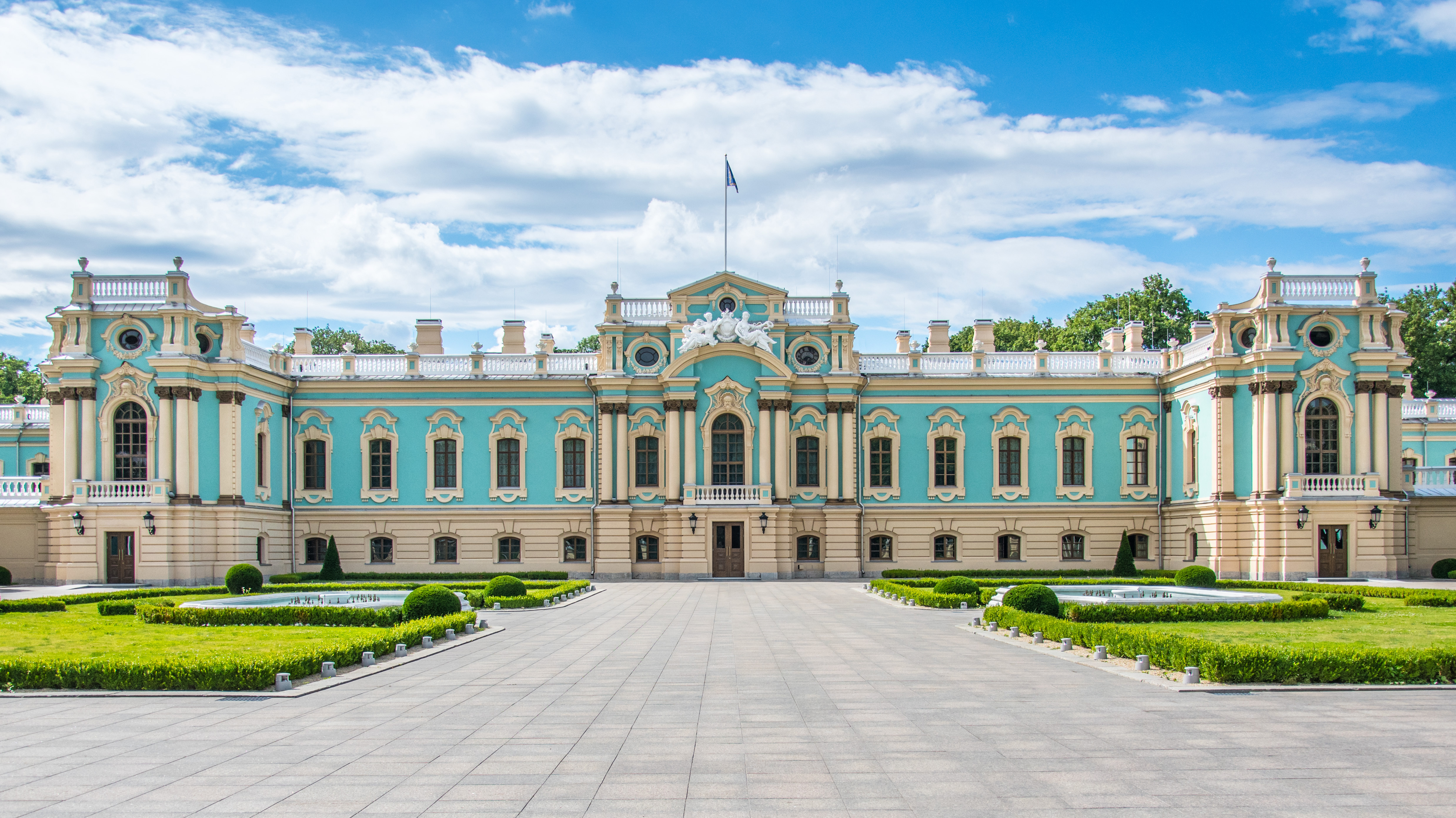
Kiev , ville hôte en 2005 et 2017 pour l'Ukraine.
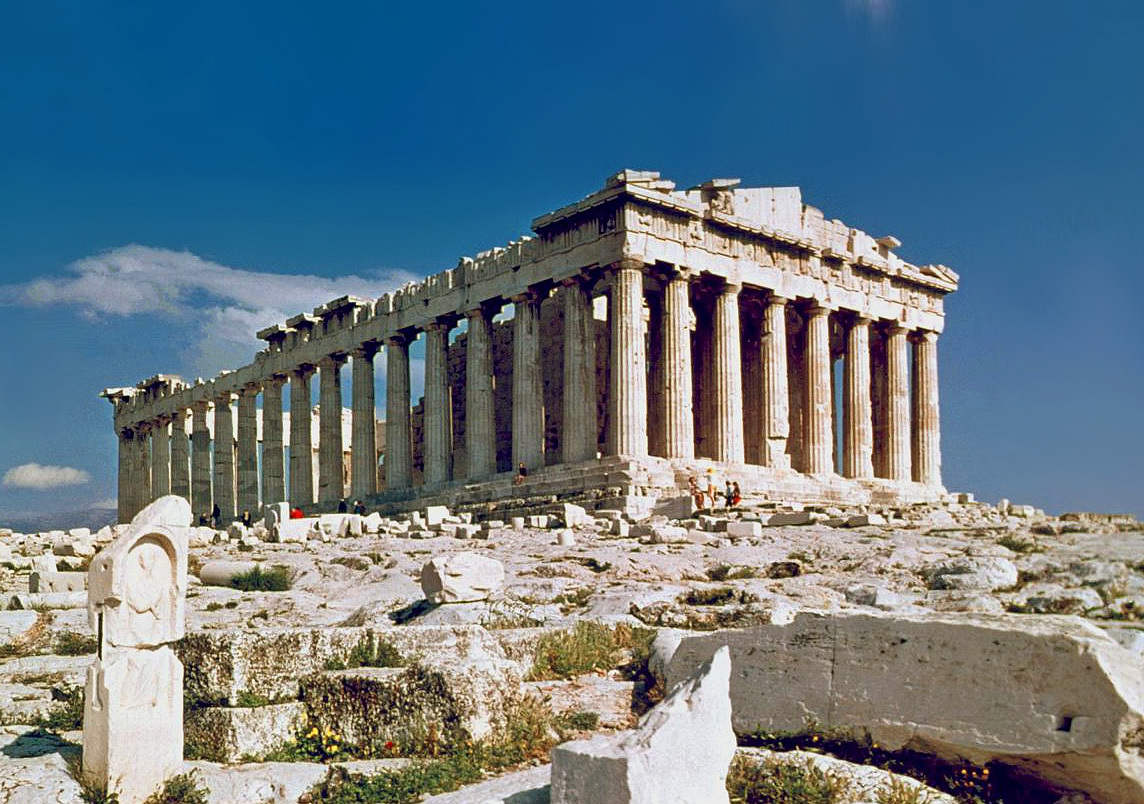
Athènes , ville hôte en 2006 pour la Grèce.
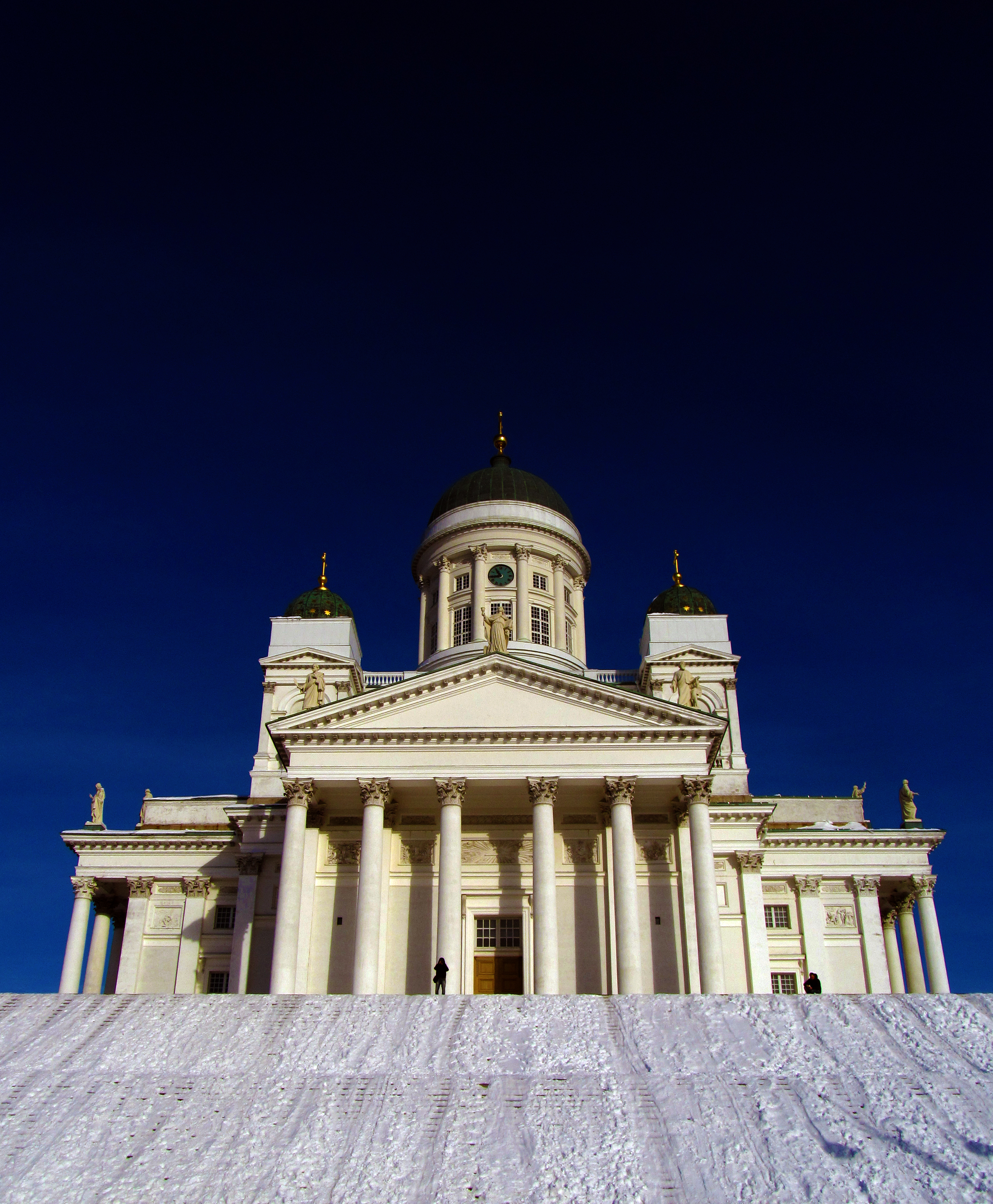
Helsinki , ville hôte en 2007 pour la Finlande.
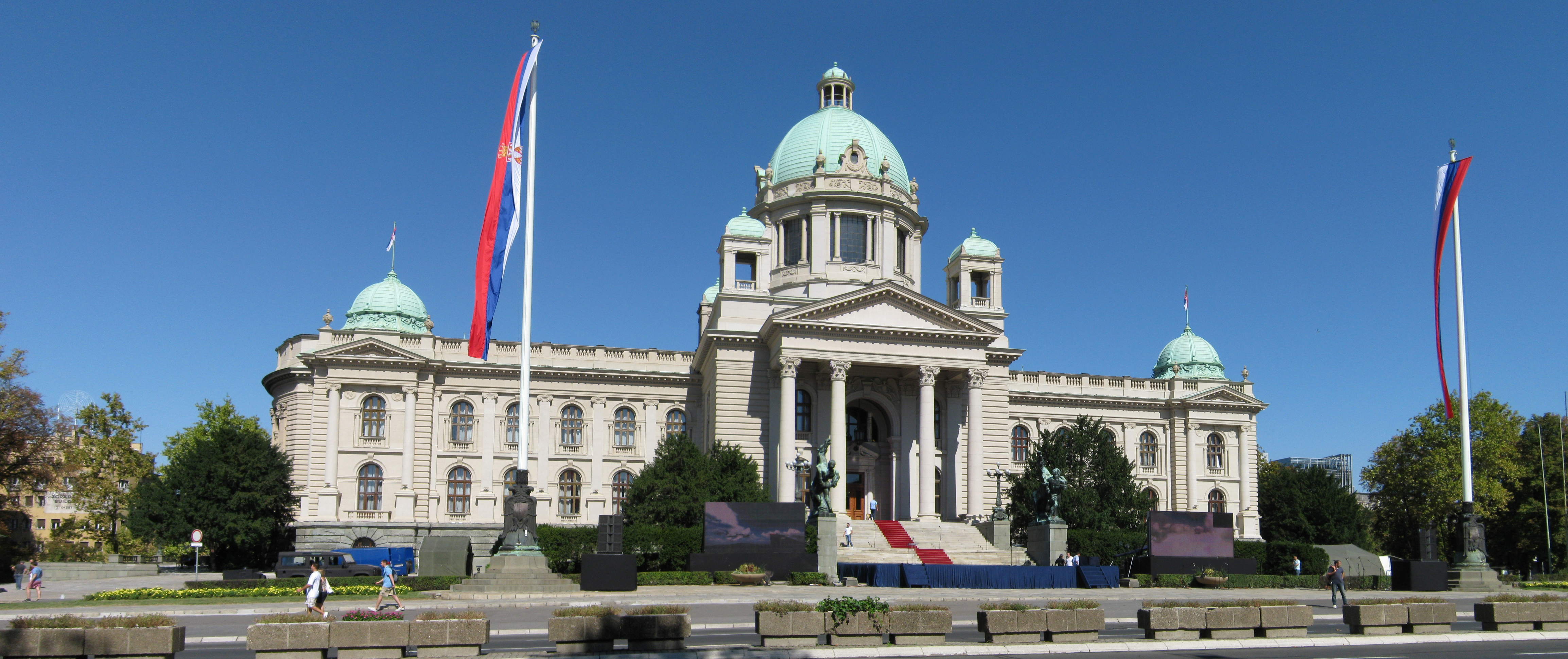
Belgrade , ville hôte en 2008 pour la Serbie.
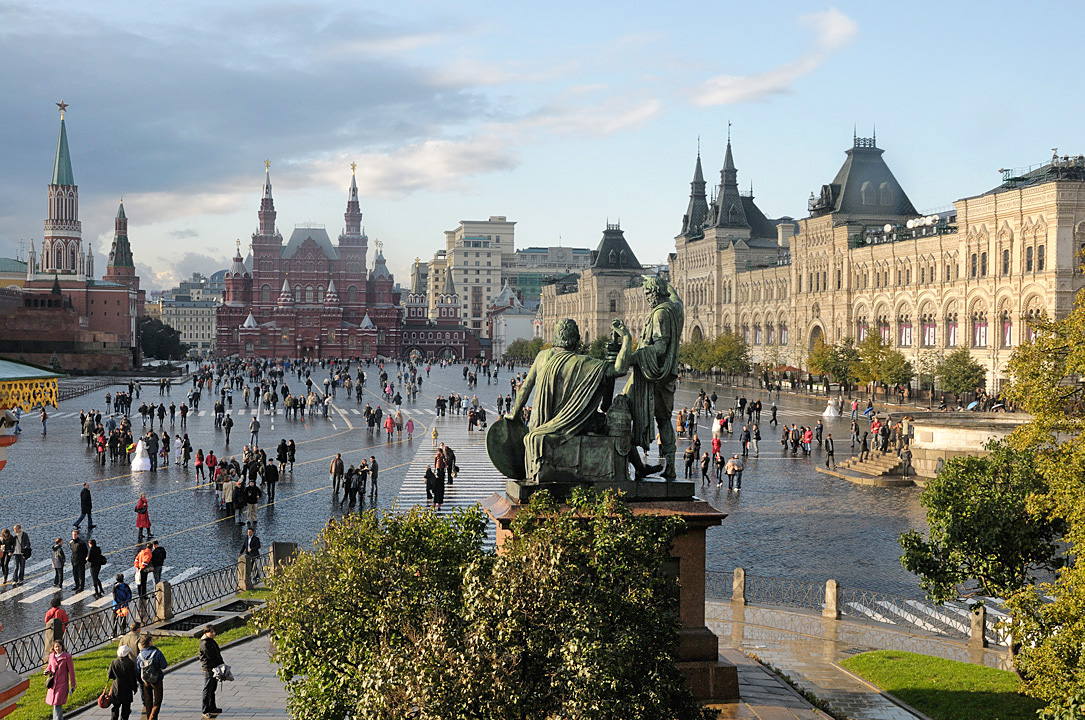
Moscou , ville hôte 2009 pour la Russie.
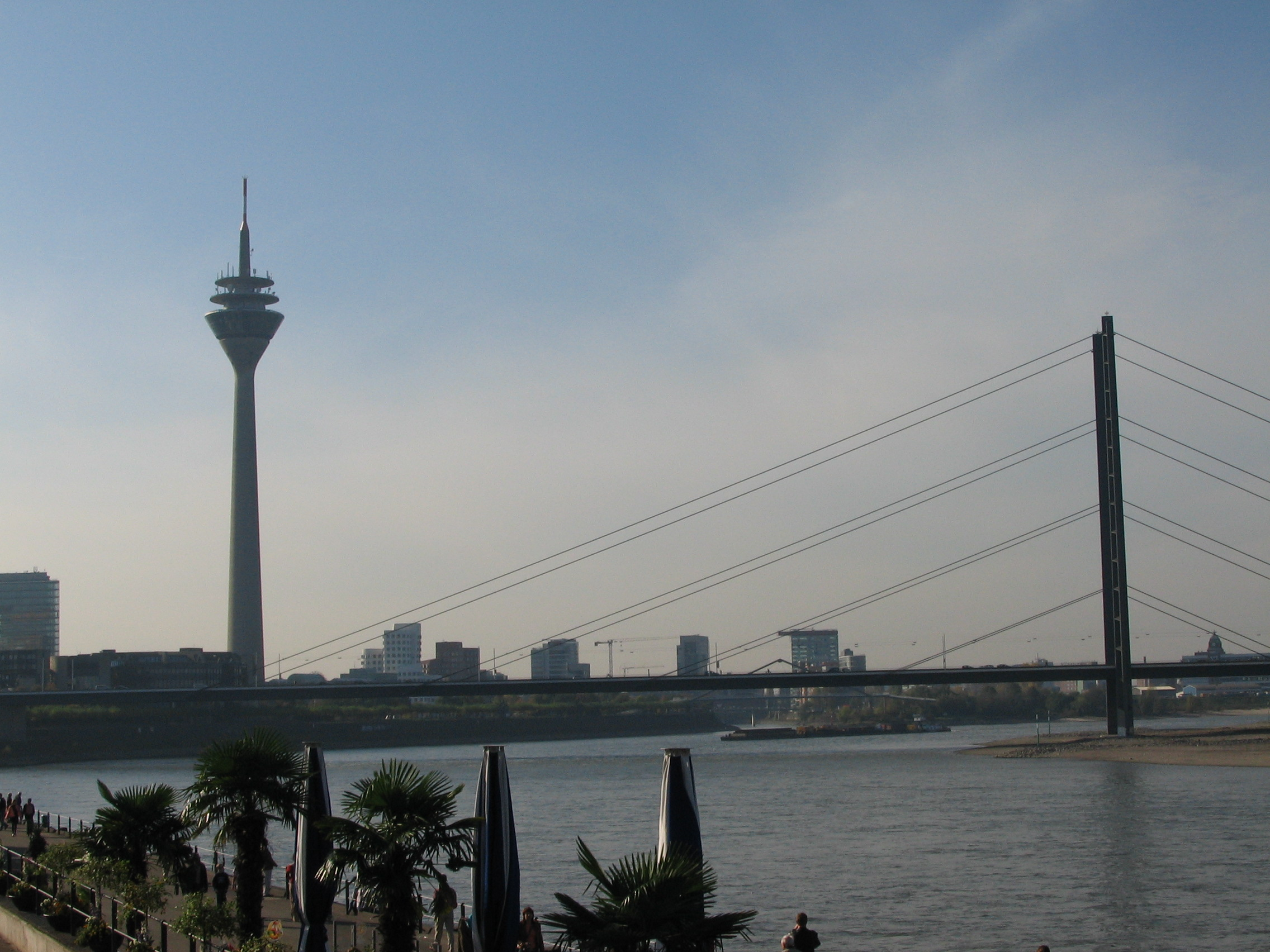
Düsseldorf , ville hôte en 2011 pour l'Allemagne.
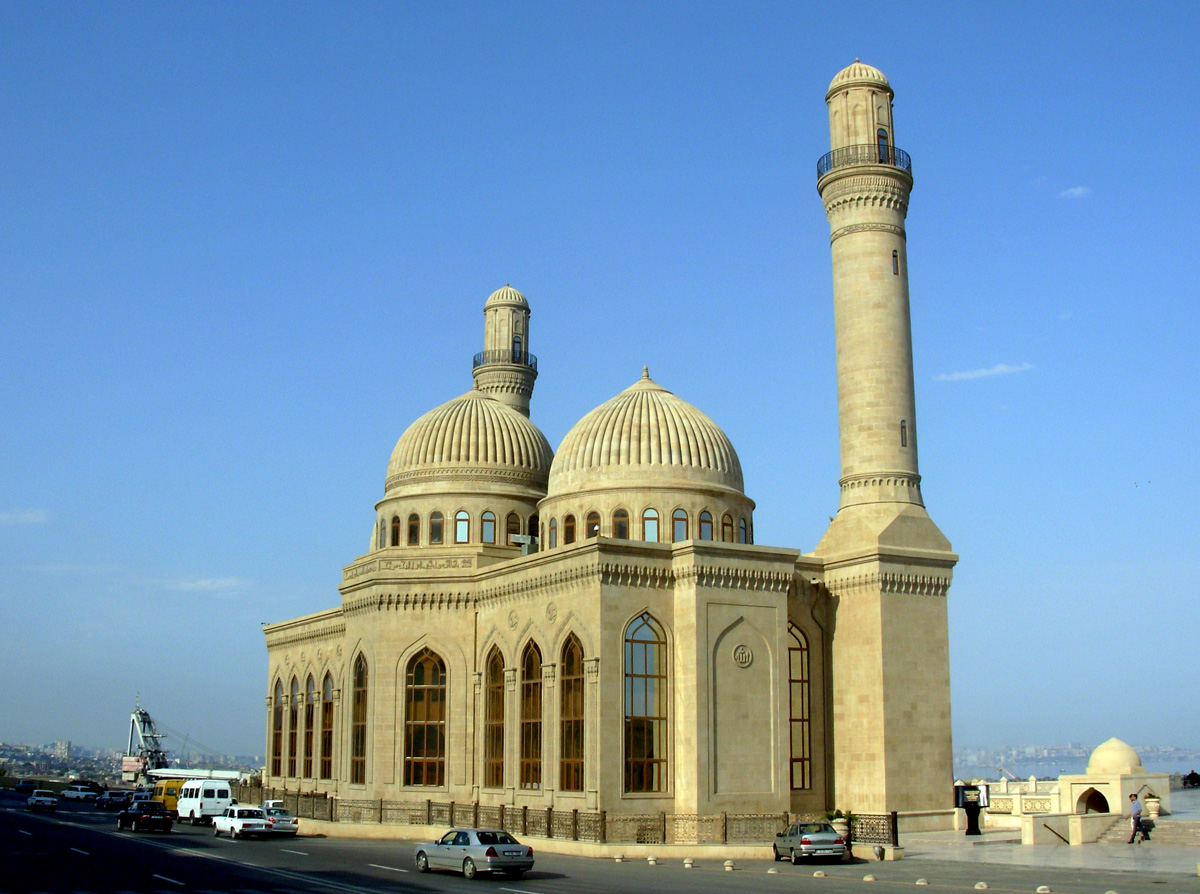
Bakou , ville hôte en 2012 pour l'Azerbaïdjan.
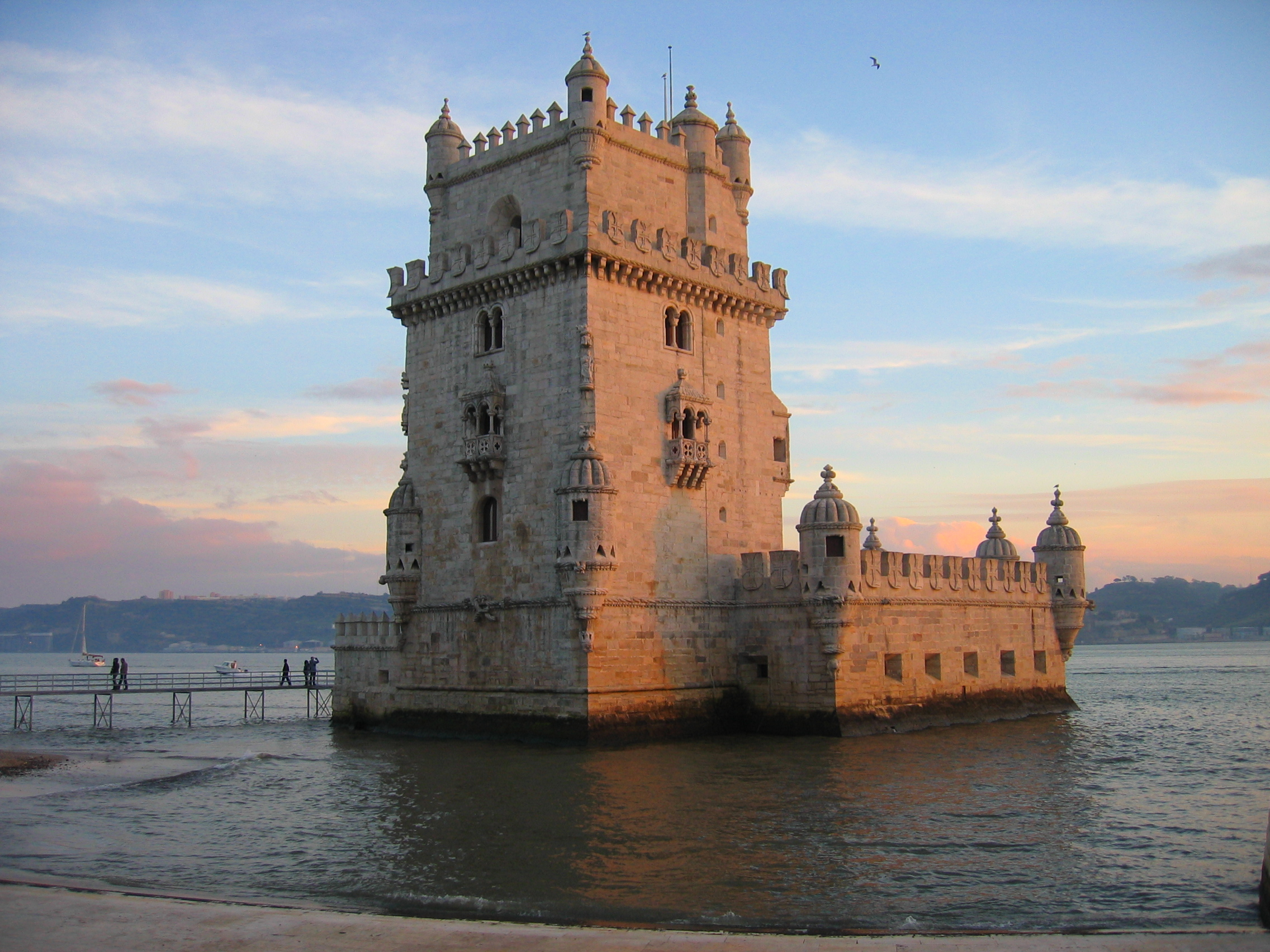
Lisbonne , ville hôte 2018 pour le Portugal.
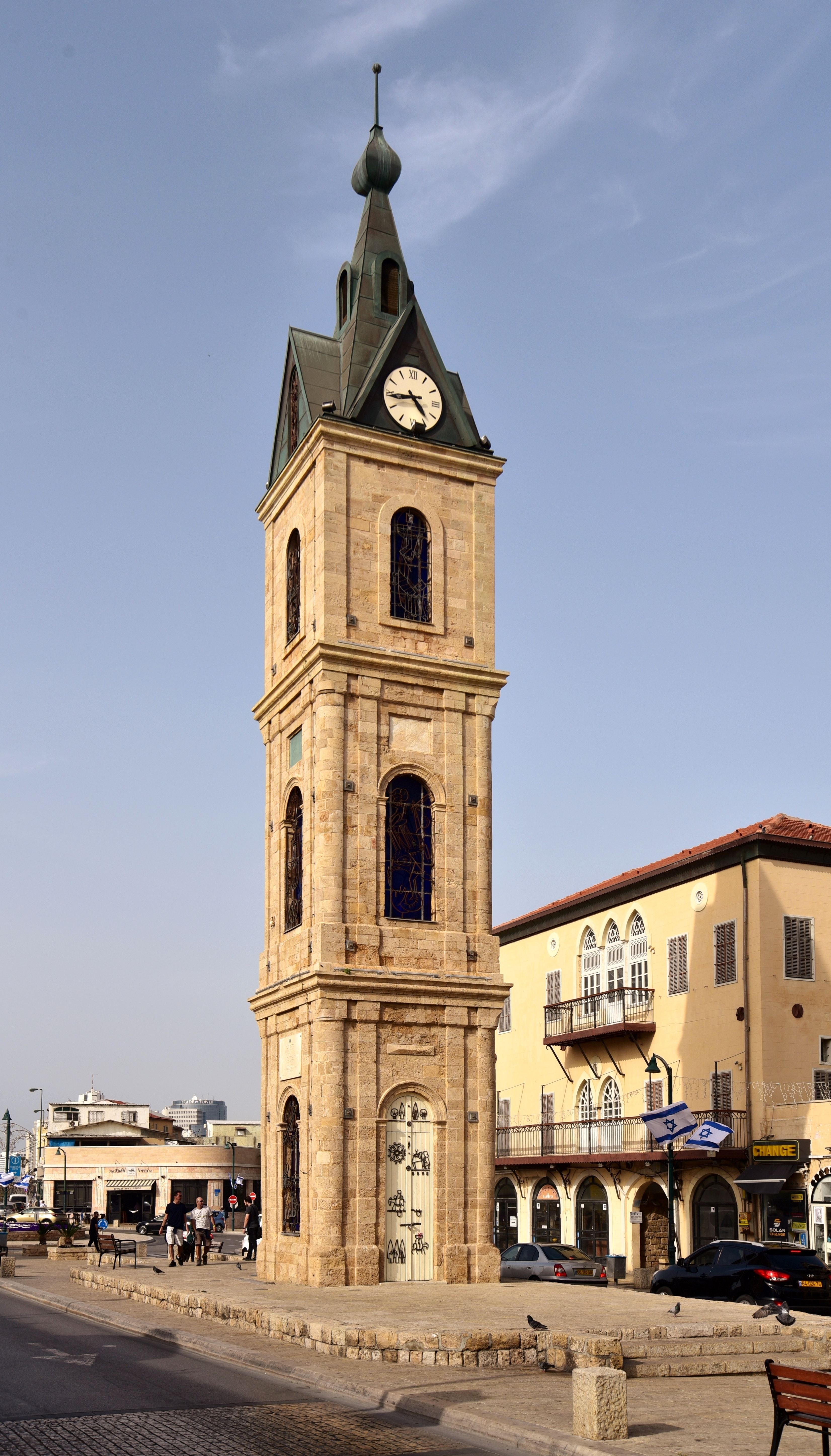
Tel Aviv-Jaffa , ville hôte en 2019 pour Israël.
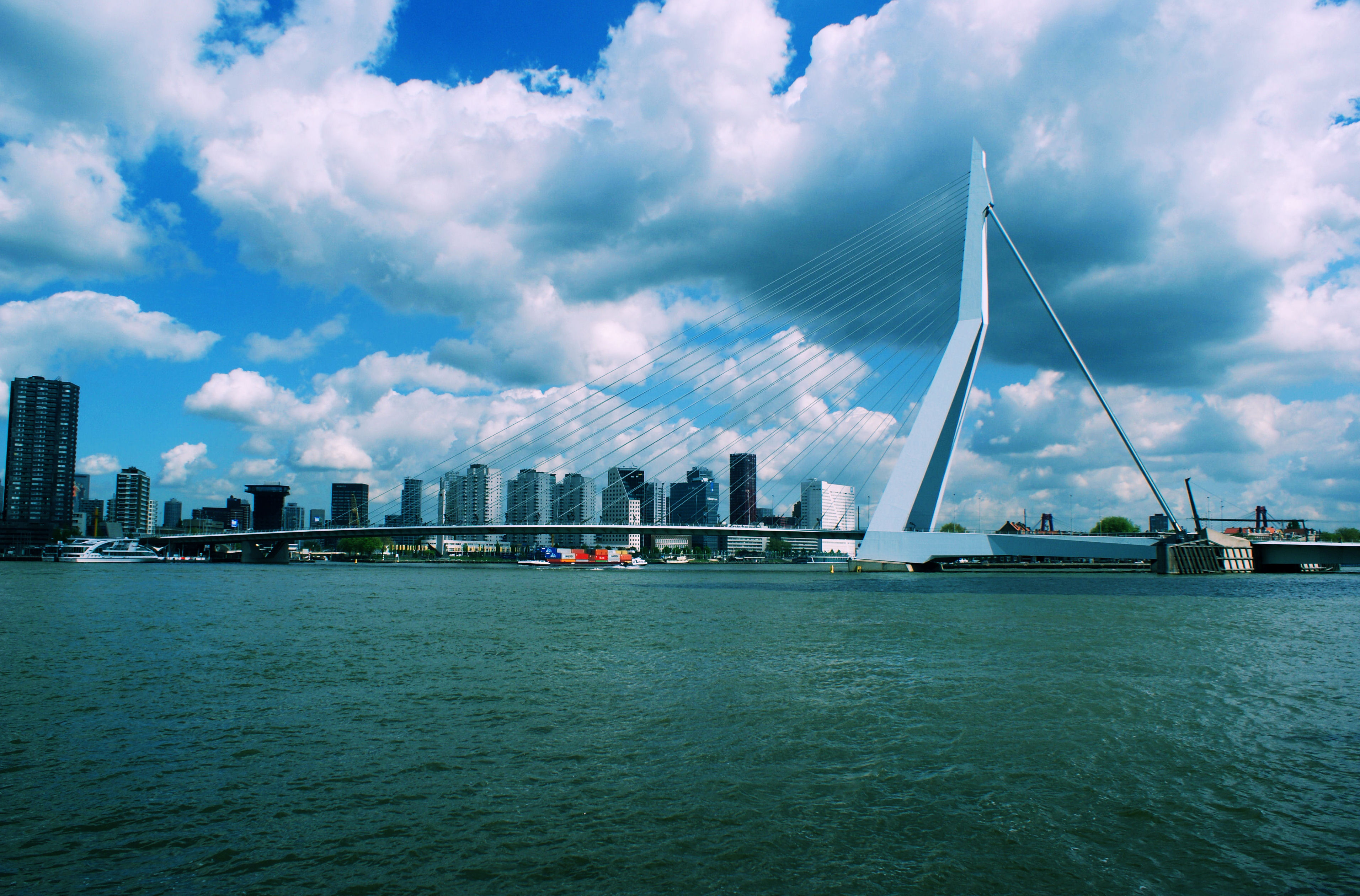
Rotterdam , ville hôte en 2021 pour les Pays-Bas.
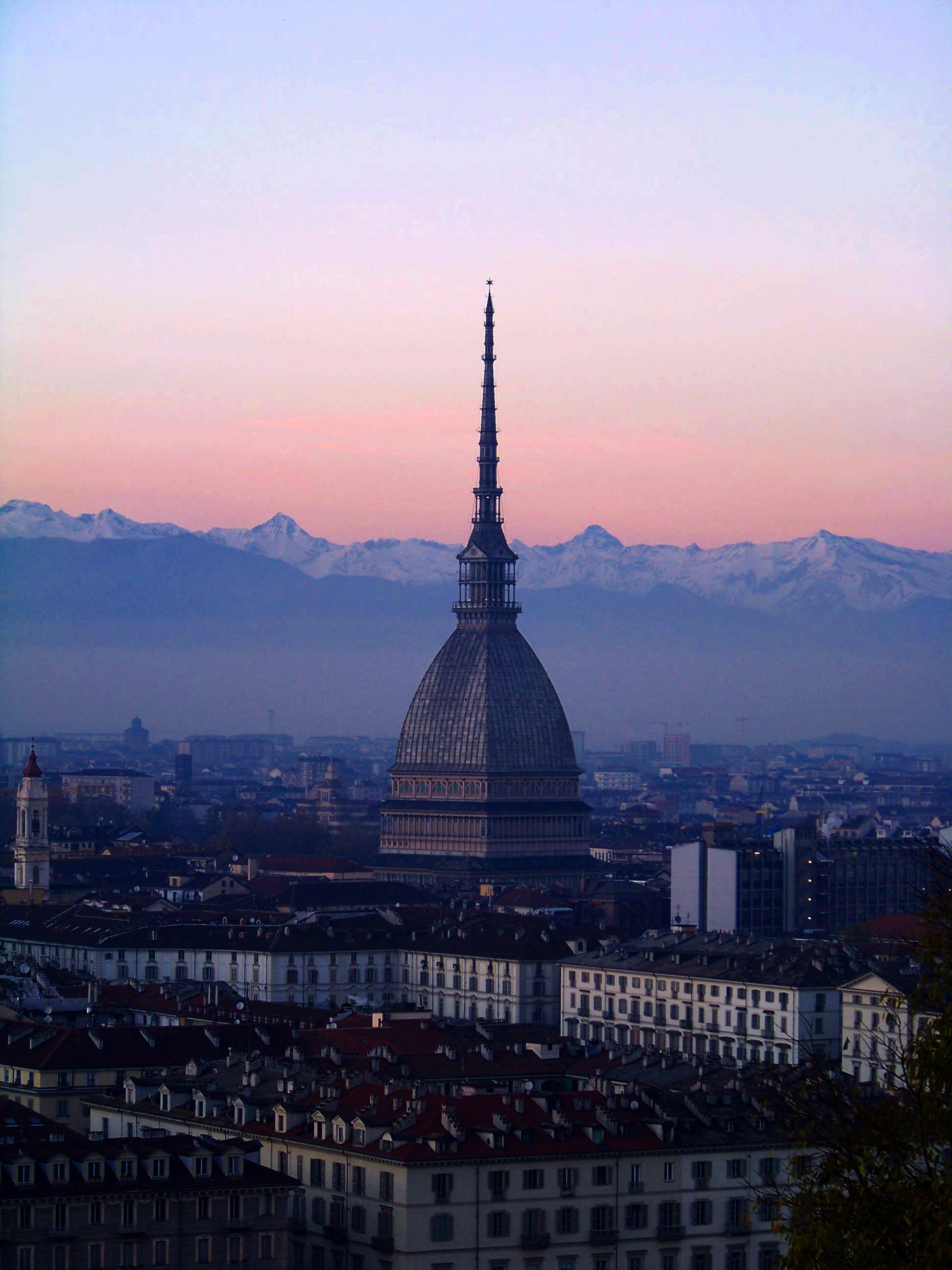
Turin , ville hôte en 2022 pour l'Italie.
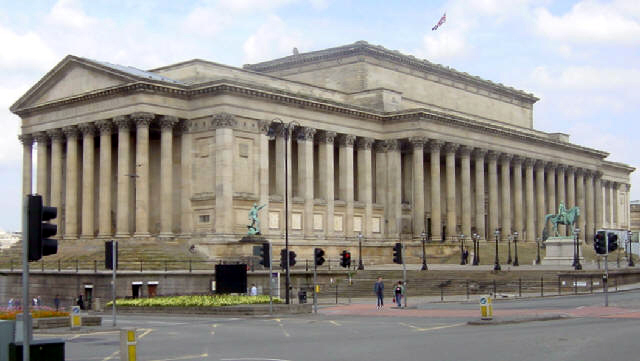
Liverpool , ville hôte en 2023 pour le Royaume-Uni.
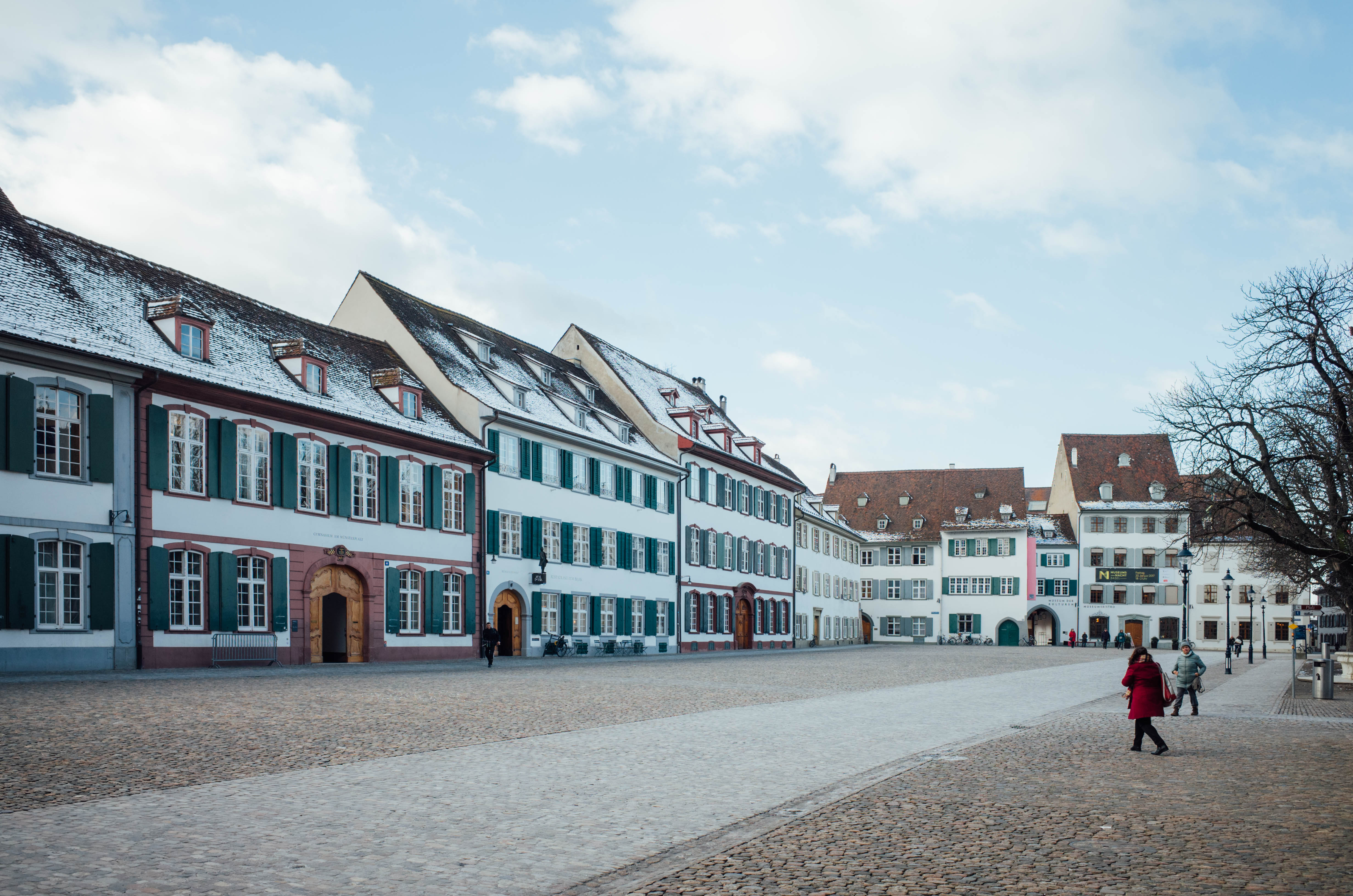
Bâle , ville hôte en 2025 pour la Suisse.

## Records
- Le pays ayant accueilli le plus souvent le concours demeure toujours le Royaume-Uni. La télévision publique britannique organisa en effet le concours à neuf reprises : en 1960, 1963, 1968, 1972, 1974, 1977, 1982, 1998 et 2023. Vient ensuite l'Irlande qui l'a accueilli à sept reprises.
- La ville ayant accueilli le plus souvent le concours demeure toujours Dublin, en Irlande. La télévision publique irlandaise y organisa le concours à six reprises : en 1971, 1981, 1988, 1994, 1995 et 1997. Viennent ensuite Londres, au Royaume-Uni, et Luxembourg, au Grand-Duché de Luxembourg, qui ont chacune accueilli le concours à quatre reprises.
- La salle ayant accueilli le plus souvent le concours demeure toujours le Point Theatre, à Dublin, en Irlande. La télévision publique irlandaise y organisa le concours à trois reprises : en 1994, 1995 et 1997.
- L'Irlande demeure toujours le seul pays à avoir accueilli le concours, deux, puis trois années consécutives : en 1993, 1994 et 1995[34].
- Le Point Theatre, à Dublin, en Irlande, demeure toujours la seule salle à avoir accueilli le concours deux années consécutives : en 1994 et 1995[35].
- La plus petite ville à avoir accueilli le concours demeure toujours Millstreet, en Irlande, avec 1 500 habitants[32]. Viennent ensuite Lugano, en Suisse, avec 55 000 habitants, et Harrogate, au Royaume-Uni, avec 75 000 habitants.
- La plus vaste salle à avoir accueilli le concours demeure toujours le Parken Stadium, à Copenhague, au Danemark. 35 000 personnes purent y prendre place pour la finale de l'édition 2001[40].